# Troya
Troya o Ilión (en griego antiguo: Τροία, Troia; Ἴλιον, Ílion; o Ἴλιος, Ílios) es una antigua ciudad anatolia situada en el emplazamiento hoy conocido como la colina de Hisarlik, (en turco '[colina] dotada de fortaleza'). Según los estudios de Frank Starke (1997), de J. David Hawkins (1998) y de W. D. Niemeier (1999), la palabra Wilusa era la denominación usada en hitita para la ciudad de Troya.
En ella se desarrolló la mítica guerra de Troya. Esta célebre guerra fue descrita, en parte, en la Ilíada, un poema épico de la Antigua Grecia atribuido a Homero, quien lo compondría, según la mayoría de la crítica, en el siglo VIII a. C. Homero también hace referencia a Troya en la Odisea. Existen otros relatos sobre la guerra de Troya en obras de otros autores griegos y romanos, como en la Eneida de Virgilio. Las obras de arte relacionadas con esta mítica guerra fueron abundantes desde la Antigüedad, tanto en pinturas realizadas en recipientes de cerámica como en todo tipo de esculturas.
La Troya histórica estuvo habitada desde principios del tercer milenio a. C. Está situada en la actual provincia turca de Çanakkale, junto al estrecho de los Dardanelos, entre los ríos Escamandro (o Janto) y Simois y ocupa una posición estratégica en el acceso al mar Negro. En su entorno se encuentra la cordillera del Ida y frente a sus costas se divisa la cercana isla de Ténedos. Las especiales condiciones del estrecho de los Dardanelos, en el que hay una corriente constante desde el mar de Mármara hacia el mar Egeo y donde suele soplar un viento del nordeste durante la estación de mayo a octubre, hace suponer que los barcos que en la Antigüedad pretendían atravesar el estrecho debían esperar a menudo condiciones más favorables durante largas temporadas en el puerto de Troya.
Tras siglos de olvido, las ruinas de Troya fueron descubiertas en las excavaciones realizadas en 1871 por Heinrich Schliemann, tras unas prospecciones iniciales realizadas a partir de 1865 por Frank Calvert. En 1998, el sitio arqueológico de Troya fue declarado Patrimonio de la Humanidad por la Unesco, afirmando que:

Mapa de Tróade en la época de Homero.

Tiene una inmensa importancia para el entendimiento de la evolución de la civilización europea en un estado básico de sus primeras etapas. Es, además, de una excepcional importancia cultural por la profunda influencia de la Ilíada de Homero en las artes creativas durante más de dos milenios.

## Troya legendaria

### Fundación
Según la mitología griega, la familia real troyana fue iniciada por la pléyade Electra y Zeus, padres de Dárdano. Este cruzó hasta Asia Menor desde la isla de Samotracia, donde conoció a Teucro, que lo trató con respeto. Dárdano se casó con Batiea, hija de Teucro, y fundó Dardania. Tras la muerte de Dárdano, el reino pasó a su nieto Tros. Zeus raptó a uno de sus hijos, llamado Ganimedes, a causa de su gran belleza, para convertirlo en copero de los dioses. Ilo, otro hijo de Tros, fundó la ciudad de Ilión y pidió a Zeus una señal. Casualmente, encontró una estatua conocida como Paladio, que había caído del cielo. Un oráculo decía que mientras el Paladio permaneciera en la ciudad, esta sería inexpugnable. Luego Ilo construyó el templo de Atenea en su ciudad, en el mismo lugar donde había caído.
Los habitantes de Troya son denominados teucros, mientras Troya e Ilión son los dos nombres por los que se conocía la ciudad; por tanto Teucro, Tros e Ilo eran considerados sus fundadores epónimos. Los romanos relacionaron el nombre de Ilión con el de Iulo (en latín Iulus), hijo de Eneas y antepasado mítico de la gens Iulia o Iulii, a la que pertenecía Julio César.

### Expedición de Heracles contra Troya

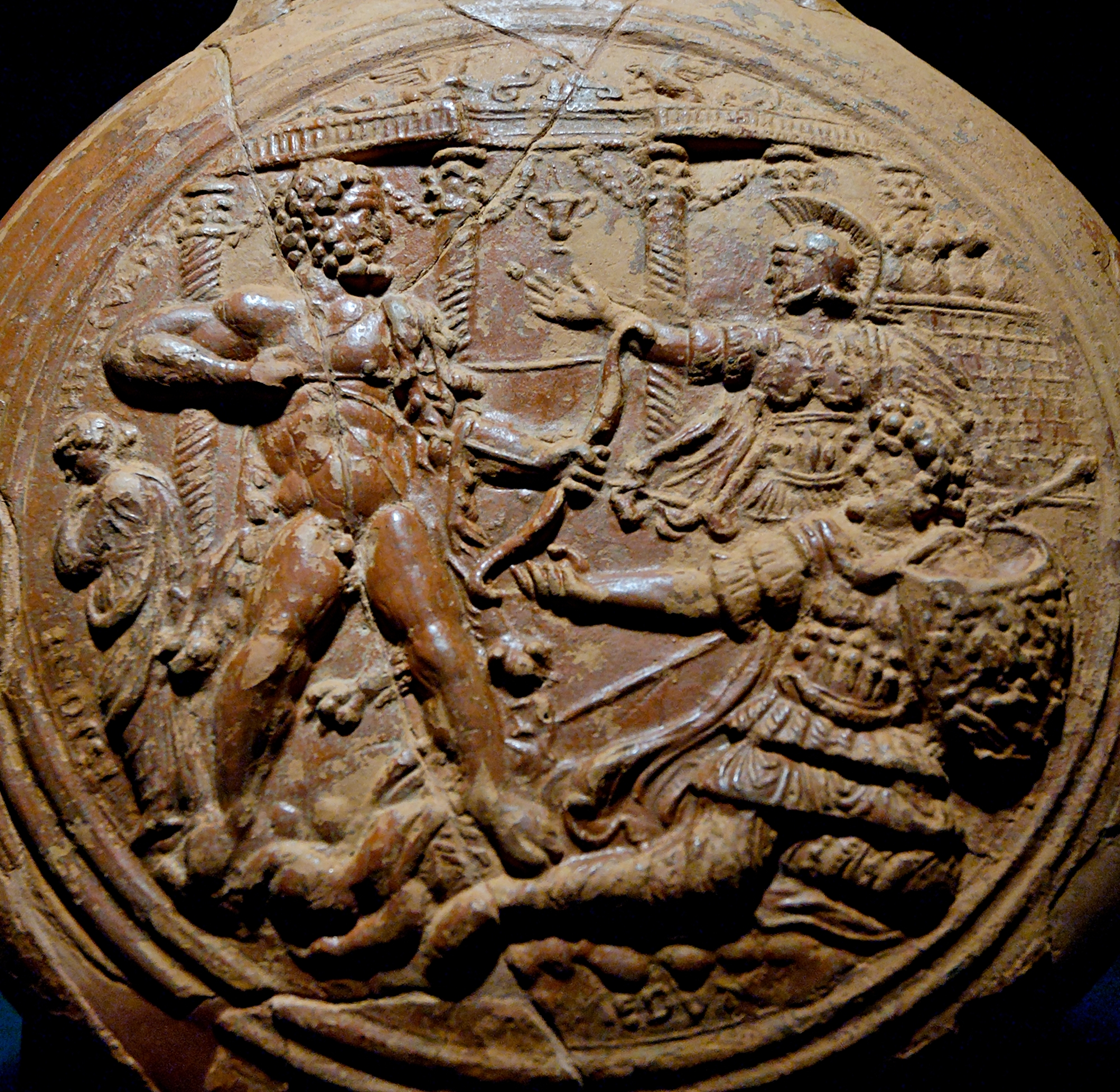
Heracles a punto de matar a Laomedonte, frasco de terra sigillata de la Galia, final del – principio del.

Los dioses Poseidón y Apolo construyeron los muros y fortificaciones alrededor de Troya para Laomedonte, hijo de Ilo. Cuando Laomedonte se negó a pagarles el salario convenido, Poseidón inundó la tierra y envió un monstruo marino que provocó estragos en la zona. Como condición para que cesaran los males sobre la ciudad, un oráculo demandó el sacrificio de Hesíone, hija del rey, para ser devorada por el monstruo, así que fue encadenada a una roca del litoral. Heracles, que había llegado a Troya, rompió las cadenas de Hesíone e hizo un pacto con Laomedonte: a cambio de las yeguas divinas que Zeus había entregado a Tros, abuelo de Laomedonte, en compensación por el rapto de Ganimedes, Heracles liberaría a la ciudad del monstruo. Los troyanos y Atenea construyeron un muro que debía servir como refugio a Heracles. Cuando el monstruo alcanzó la obra defensiva, abrió sus enormes mandíbulas, y Heracles se arrojó armado en las fauces del monstruo. Después de tres días en su vientre causando destrozos, salió victorioso y completamente calvo.
En otras versiones, el enfrentamiento con el monstruo se situaba dentro del camino de ida de la expedición de los argonautas, y el modo en que Heracles mataba al monstruo era arrojándole una roca en el cuello.
Pero Laomedonte no cumplió su parte del pacto, ya que sustituyó dos de las yeguas inmortales por dos yeguas ordinarias y, como represalia, Heracles, encolerizado, le amenazó con atacar Troya y embarcó de vuelta a Grecia. Pasados unos años, encabezó una expedición de castigo de dieciocho naves, después de reclutar en Tirinto un ejército de voluntarios entre los que se encontraban Yolao, Telamón, Peleo, el argivo Ecles, hijo de Antífates, y Deímaco, el beocio. Telamón tuvo una actuación destacada en el asedio de la ciudad al abrir una brecha en las murallas de Troya y entrar en primer lugar. Capturada Troya, Heracles mató a Laomedonte y a sus hijos, excepto al joven Podarces.
Hesíone fue entregada a Telamón como recompensa y se le permitió llevarse a uno cualquiera de los prisioneros. Ella eligió a su hermano Podarces y Heracles dispuso que antes debía hacerse esclavo y luego ser rescatado por ella. Hesíone se quitó el velo de oro de la cabeza y lo dio como rescate. Esto le valió a Podarces el nombre de Príamo, que significa «rescatado». Después de haber quemado la ciudad y devastado los alrededores, Heracles se alejó de la Tróade con Glaucia, hija del dios-río Escamandro, y dejó a Príamo como rey de Troya, en virtud de su sentido de la justicia, pues fue el único de los hijos de Laomedonte que se opuso a su padre y le aconsejó que entregara las yeguas a Heracles.

### Guerra de Troya

Mapa con la procedencia de los contingentes que, según la mitología griega, intervinieron en la guerra de Troya. Los caudillos aqueos están señalados en verde y los troyanos y sus aliados, en amarillo.

Durante el reinado de Príamo, y a causa del rapto de Helena de Esparta por el príncipe troyano Paris, los griegos micénicos, comandados por Agamenón, tomaron Troya tras haber puesto sitio a la ciudad durante diez años. Eratóstenes fechó la guerra de Troya entre el 1194 y el 1184 a. C., el Marmor Parium entre el 1218/7 y el 1209/8 a. C., y Heródoto en el 1250 a. C.
La mayoría de los héroes de Troya y de sus aliados murieron en la guerra, pero dos grupos de troyanos, liderados uno por Eneas y otro por Antenor, lograron sobrevivir y navegaron hasta llegar los primeros a Cartago y luego a la península itálica, donde llegaron a ser los ascendientes de los fundadores de Roma, mientras que los segundos arribaron a la costa septentrional del mar Adriático y también se les atribuía la fundación de Padua. A los primeros asentamientos de estos supervivientes en Sicilia y en Italia se les dio igualmente el nombre de Troya. Los barcos troyanos en los que viajaron fueron transformados por Cibeles en náyades, cuando iban a ser quemados por Turno, el rival de Eneas en Italia. Según narran Tucídides y Helánico de Lesbos, otros troyanos supervivientes se establecieron en Sicilia, en las ciudades de Erice y Egesta, recibiendo el nombre de élimos. Además, Heródoto comenta que los maxies eran una tribu del oeste de Libia cuyos miembros afirmaban ser descendientes de los hombres llegados desde Troya. Algunos de estos relatos míticos, a veces con contradicciones entre sí, aparecen en la Ilíada y la Odisea, los célebres poemas homéricos, y en la posterior Eneida y fragmentos posteriores y otros relatos.

## Historicidad de la guerra de Troya
El problema de la autenticidad histórica de la guerra de Troya ha suscitado conjeturas de todo tipo. El arqueólogo Heinrich Schliemann admitía que Homero fue un poeta épico y no un historiador, y que pudo exagerar el conflicto en aras de la libertad poética, pero no que lo inventara. Poco después, el también arqueólogo Wilhelm Dörpfeld defendió que Troya VI fue víctima del expansionismo micénico. A esta idea se sumó Sperling en 1991. Los estudios de Blegen y su equipo admitieron que una expedición aquea debió de haber sido la causa de la destrucción de Troya VII-A hacia el 1250 a. C. —actualmente se suele fijar el fin de esta ciudad más cerca de 1200 a. C.—, sin embargo hasta ahora no se ha podido demostrar quiénes fueron los atacantes de Troya VII-A. Hiller, en cambio, también en 1991, señaló que debió haber dos guerras en Troya que marcaron el fin de Troya VI y Troya VII-A. Mientras, Demetriou, en 1996, insistió en la fecha de 1250 a. C. para una histórica guerra de Troya, en un estudio en el que se basó en yacimientos chipriotas.

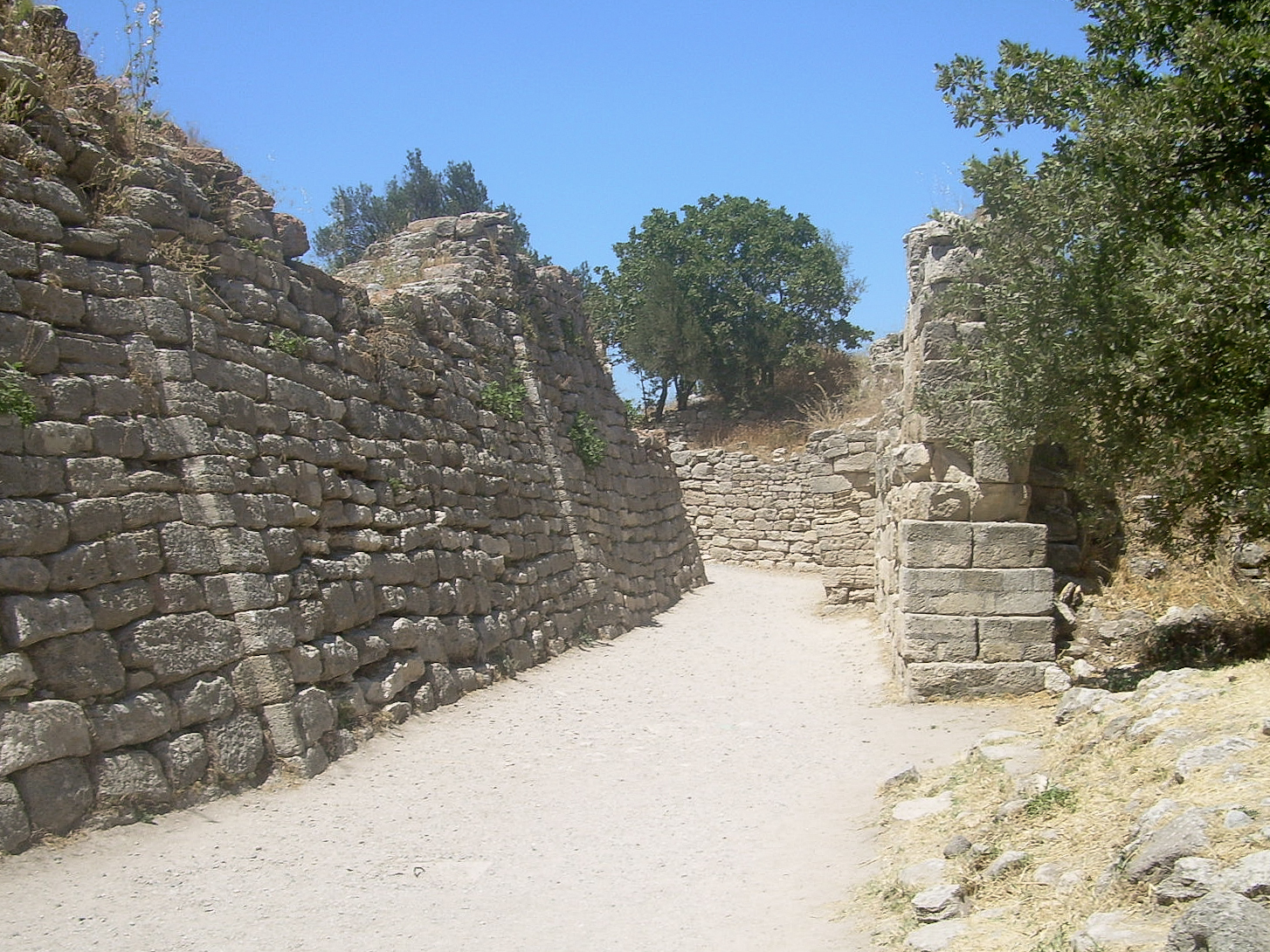
Parte de las murallas de Troya.

Frente a ellos se halla una corriente de opinión escéptica encabezada por Moses Finley, que niega la presencia de elementos micénicos en los poemas homéricos y señala la ausencia de pruebas arqueológicas acerca de la historicidad del mito. Otros estudiosos destacados pertenecientes a esta corriente escéptica son el historiador Frank Kolb y el arqueólogo Dieter Hertel. Joachim Latacz, en un estudio en el que relaciona fuentes arqueológicas, fuentes históricas hititas y pasajes homéricos como el Catálogo de las naves del libro II de la Ilíada, considera probado el origen micénico de la leyenda pero, con respecto a la historicidad de la guerra, se ha mostrado cauto y solo ha admitido que es probable la existencia de un sustrato histórico.
También se ha tratado de fundamentar la historicidad de la leyenda con el estudio de textos históricos contemporáneos a la Edad del Bronce tardío. Carlos Moreu ha interpretado una inscripción egipcia de Medinet Habu, en la que se narra el ataque sobre Egipto de los pueblos del mar, de manera distinta a la interpretación tradicional. Según esta interpretación, los aqueos habrían atacado varias regiones de Anatolia entre las que se encontrarían Troya y Chipre, y los pueblos atacados habrían establecido un campamento en Amurru y posteriormente habrían formado la coalición que se enfrentó a Ramsés III en el octavo año de su reinado.

## Troya histórica

### Troya en las fuentes hititas

Mapa con la situación de Wilusa, al noroeste del Imperio hitita

La ciudad de Troya estuvo habitada desde la primera mitad del III milenio a. C., pero su momento de mayor esplendor coincidió con el auge del Imperio hitita. En 1924, poco después del desciframiento de la escritura hitita, Paul Kretschmer había comparado un topónimo que aparece en fuentes hititas, Wilusa, con el topónimo griego Ilios, usado como nombre de Troya. Los eruditos, basándose en pruebas lingüísticas, establecieron que el nombre Ilios había perdido una digamma inicial y anteriormente había sido Wilios. A esto se unía otra comparación entre un rey de Troya que aparece escrito en documentos hititas, denominado Alaksandu, y Alejandro, usado en la Ilíada como nombre alternativo de Paris, príncipe troyano.
Estas propuestas de identificación de Wilusa con Wilios y de Alaksandu con Alejandro en principio fueron motivo de controversia: era dudosa la situación geográfica de Wilusa y en fuentes hititas aparece también el nombre de Kukunni como rey de Wilusa y padre de Alaksandu, sin aparente relación con la leyenda de Alejandro, aunque algunos han señalado que este nombre podría tener su equivalente en griego en el nombre Κύκνος (Cicno), otro personaje del ciclo troyano. Sin embargo, en 1996, Frank Starke probó que, efectivamente, la localización de Wilusa debe situarse en el mismo lugar donde está la región de la Tróade. No obstante, algunos arqueólogos como Dieter Hertel todavía se niegan a aceptar esta identificación entre Wilusa e Ilios. 
Los principales documentos hititas que mencionan a Wilusa son:
- El llamado Tratado Alaksandu, que fue un pacto entre el rey hitita Muwatalli II y Alaksandu, rey de Wilusa, datado a principios del siglo XIII a. C. Del texto de este tratado se ha deducido que Wilusa tenía una relación de subordinación respecto del Imperio hitita.

Entre los dioses que son nombrados en el tratado como testigos del pacto figuran Apaliunas, que algunos investigadores han identificado con Apolo, y Kaskalkur, cuyo significado es 'camino al inframundo'. Sobre Kaskalkur, el arqueólogo Korfmann indica que:

De este modo se designaban los cursos de agua que desaparecían en el suelo de las regiones cársticas y volvían a surgir al exterior, pero los hititas también usaban este concepto para las galerías de agua instaladas artificialmente.

Esta divinidad ha sido por ello asociada al descubrimiento de una cueva con un manantial a 200 metros al sur del muro de la acrópolis que, tras analizar la piedra caliza de las paredes, se ha determinado que ya existía a principios del tercer milenio a. C. y en torno a la cual podrían haber surgido mitos. También se ha señalado la coincidencia que supone la alusión del autor Esteban de Bizancio a que un tal Motylos, que podría ser una helenización del nombre de Muwatalli, prestó hospitalidad a Alejandro y Helena.
- Una carta escrita por el rey del país del río Seha (estado vasallo hitita) Manapa-Tarhunta al rey Muwatalli II, y por tanto datada también alrededor de 1295 a. C., donde se da información de un tal Piyamaradu que había encabezado una expedición militar contra Wilusa y contra la isla Lazba, identificada por los investigadores con Lesbos.
- En la Carta de Tawagalawa (h. 1250 a. C.), generalmente atribuida a Hattusili III,[24] el rey hitita hace referencia a antiguas hostilidades entre los hititas y los ahhiyawa posiblemente sobre Wilusa, resueltas de manera amistosa en esta carta:[h] «Ahora es cuando hemos llegado a un acuerdo en el asunto de Wilusa respecto al cual estuvimos enemistados».

La última mención de Wilusa conservada en fuentes hititas aparece en un fragmento de la llamada Carta de Millawanda, remitida por el rey Tudhaliya IV (1240-1215 a. C.) a un destinatario desconocido. En ella, el rey de los hititas explica que va a usar todos los medios a su alcance para reponer en el trono de Wilusa a Walmu, un sucesor de Alaksandu que había sido destronado y exiliado. Sin embargo, T. R. Bryce dice que este hecho es mencionado con anterioridad, consignándolo en su reinterpretación de la Carta de Tawagalawa. Además, en los anales del rey Tudhaliya I/II (siglo XIV a. C.), este declara que tras una expedición de conquista, una serie de países le declararon la guerra, en cuya lista se encuentran, seguidos: «...el país Wilusiya, el país Taruisa...». Algunos investigadores, como John Garstang y Oliver Gurney, han deducido que Taruisa podría identificarse con Troya; sin embargo, esta equivalencia no cuenta aún con el respaldo de la mayoría de los hititólogos.

### Troya en las fuentes egipcias

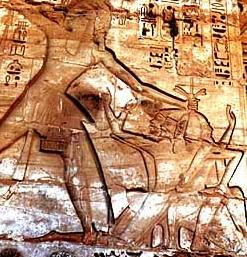
Relieve de Medinet Habu que muestra a Ramsés III derrotando a los pueblos del mar.

No es segura la mención de Troya en las fuentes egipcias de la Edad del Bronce. Sin embargo, algunos eruditos han investigado la relación que podría tener con las inscripciones de Medinet Habu que cuentan la batalla de los egipcios de la época de Ramsés III contra los pueblos del mar, que intentaron una invasión de su territorio hacia 1176 a. C. Según las inscripciones, los egipcios derrotaron en una batalla terrestre y en otra marítima a una coalición de pueblos de identificación dudosa. Entre las denominaciones de los pueblos que componían la coalición figuran los weshesh —que podrían tener relación con Wilusa— y los tjeker —que se han puesto en relación con los teucros—.
En fuentes egipcias más recientes es interesante el testimonio recogido en la lista de faraones de Manetón, un sacerdote egipcio del siglo III a. C., que indica que la caída de Troya tuvo lugar durante el mandato de Twosret, lo que la situaría entre los años 1188 y 1186 a. C.

### Troya en las fuentes históricas griegas

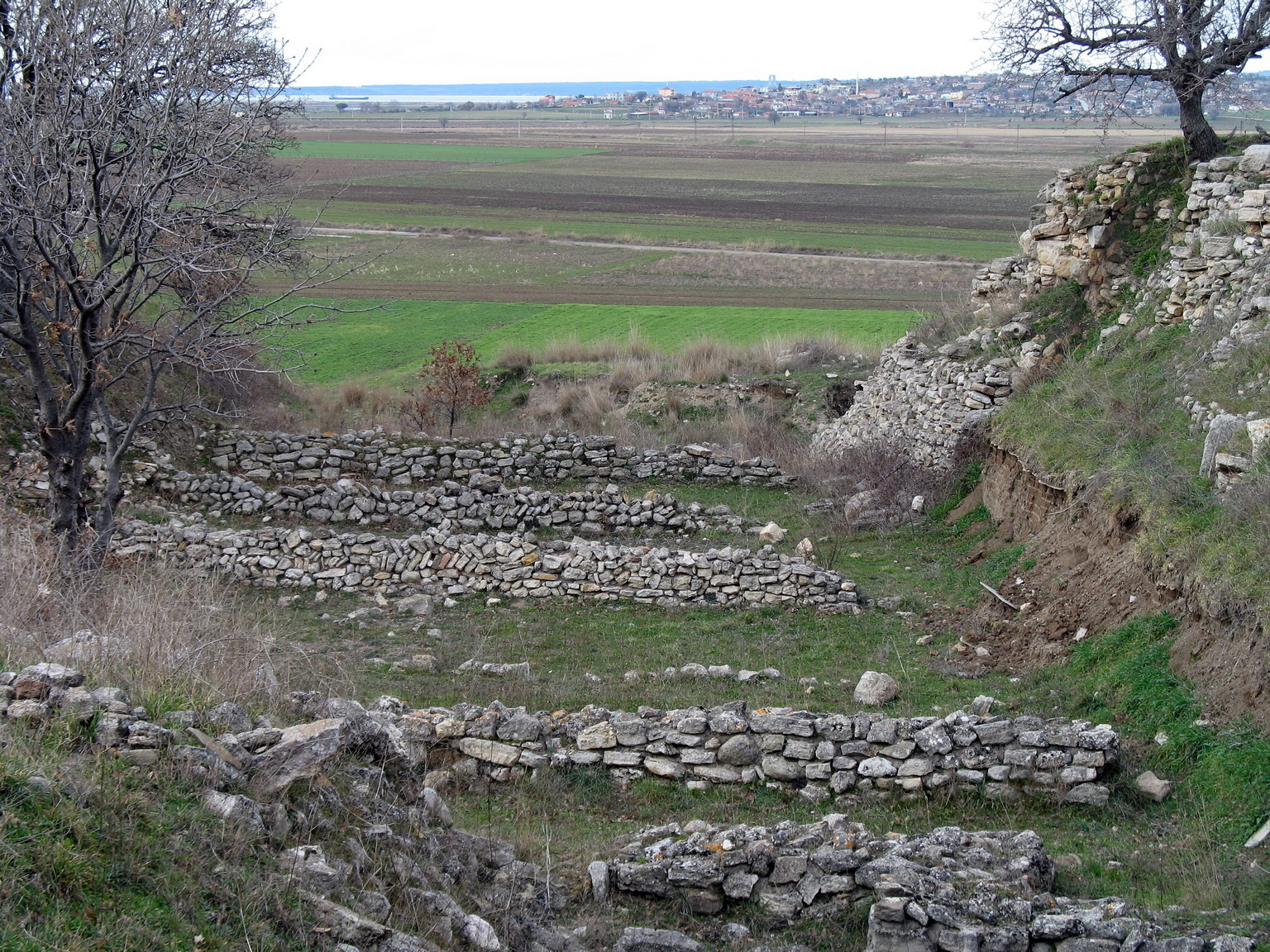
Vista desde la colina de Hisarlik hacia la llanura de Ilión y el mar Egeo.

Los primeros colonos griegos que llegaron al territorio de la Tróade debieron de ser emigrantes eolios. El origen del santuario de Atenea de la ciudad podría remontarse al año 900 a. C. Explica el arqueólogo Dieter Hertel que: 

Como muy tarde desde 900 a. C. fue también venerada la diosa griega Atenea, como se deduce del grueso sedimento sobre el revestimiento del pozo del bastión nororiental, que estaba completamente lleno de residuos de ofrendas.

Otros autores, en cambio, sostienen que los griegos no llegaron a colonizar Troya hasta el año 700 a. C. En todo caso, hasta el siglo III a. C. debió ser una entidad pequeña de población, de menor nivel que otras colonias litorales próximas como Sigeo y Aquileo. Troya fue parte del reino de Lidia, teniendo como capital a la ciudad de Sardes probablemente desde la época de Aliates, uno de los reyes de la dinastía Mermnada, de principios del siglo VI a. C. El último rey de esta dinastía fue Creso, que llegó a reinar sobre casi todos los territorios al oeste del río Halis.
Los persas, bajo el mando de Ciro II el Grande, derrotaron a Creso en la batalla del río Halis e invadieron su reino, incluida Troya, en 546 a. C. Entre 499 a. C. y 496 a. C., durante la revuelta jónica, los eolios apoyaron a los jonios contra los persas bajo el reinado de Darío I, pero la rebelión fue sofocada. Himeas fue el general persa que sometió a Ilión en esta revuelta. Posteriormente, la visita de Jerjes I a Troya en 480 a. C. fue también relatada por Heródoto, que cuenta que sacrificó a Atenea mil bueyes y los magos ofrecieron libaciones a los héroes. Una de las consecuencias de la firma de la Paz de Calias entre persas y atenienses fue que Troya, junto a muchos territorios de Asia Menor, estuvo bajo la dirección de Atenas desde 449 a. C.; luego, a fines de ese mismo siglo, pasó a pertenecer a un principado dárdano dependiente de Persia; pero poco después, desde 399 a. C., se convirtió en aliada de Esparta hasta que en el 387 a. C. volvió a pasar a control de Persia tras la firma de la Paz de Antálcidas con Esparta.
En el 360 a. C. Caridemo tomó Ilión, que fue reconquistada poco después por Atenodoro de Imbros.
Alejandro Magno protegió especialmente la ciudad, a la que llegó en 334 a. C. Él mismo se consideraba como un nuevo Aquiles y guardaba como un tesoro un ejemplar de la Ilíada. La visita de Alejandro Magno a Troya es narrada por Arriano, Plutarco y Estrabón, entre otros autores de la Antigüedad:

Subió a Ilión e hizo un sacrificio a Atenea, así como libaciones a los héroes. En la tumba de Aquiles, tras ungirse de aceite y correr desnudo junto con sus compañeros, como es su costumbre, depositó coronas, llamándolo bienaventurado, porque en vida tuvo un amigo leal y tras su muerte un gran heraldo de su gloria.

Dicen que la ciudad de los actuales ilieos había sido durante un tiempo una aldea con un pequeño y humilde santuario de Atenea, pero que cuando Alejandro llegó allí después de la batalla del Gránico adornó el santuario con ofrendas, dio a la aldea el título de ciudad, ordenó a los encargados que la realzaran con edificios y le otorgó la libertad y exención de impuestos.

Arriano, que sitúa la visita de Alejandro Magno antes de la batalla de Gránico, indica también que rindió honores a Aquiles mientras su compañero Hefestión los rendía a Patroclo.
Según continúa el relato de Estrabón, tras derrotar a los persas, Alejandro prometió hacer de Ilión una gran ciudad, aunque fue Lisímaco de Tracia, uno de sus generales, el artífice de la mayor parte de las reformas y ampliación de la ciudad.
Entre los años 275 y 228 a. C., Troya perteneció al Imperio seléucida, que años atrás había sido fundado por Seleuco, otro de los sucesores de Alejandro. Del 228 a. C. al 197 a. C., la ciudad fue independiente, pero con vínculos con el Reino de Pérgamo. Volvió a pertenecer a los seléucidas entre 197 a. C. y 190 a. C. Durante toda esta época siguió siendo importante el culto a Atenea. Un ritual que se celebraba en su honor era el sacrificio de bueyes, que se colgaban de un pilar o un árbol y allí se les abría la garganta.

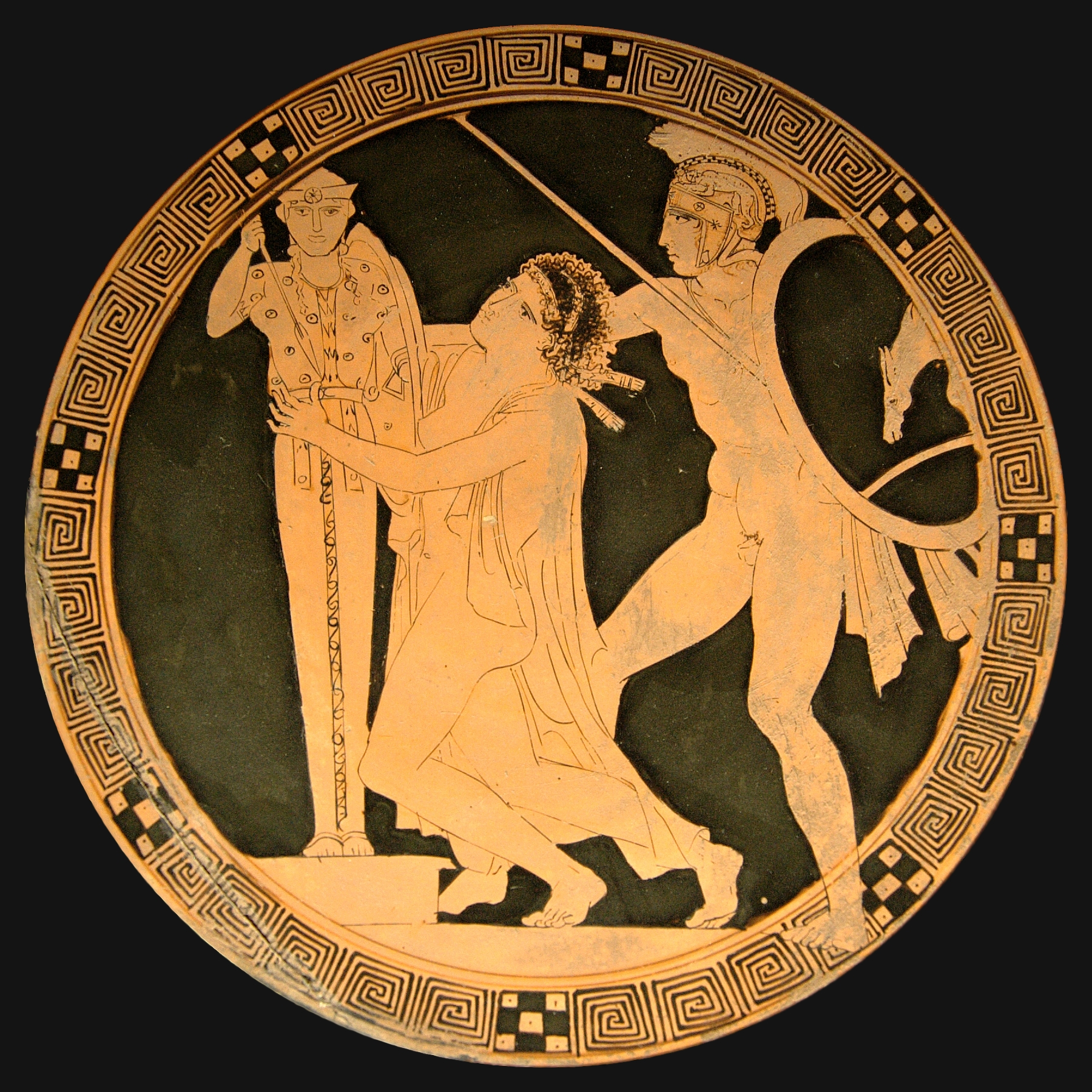
Áyax el menor arrastra a Casandra, agarrada al Paladión. Copa ática de figuras rojas, 440-430 a. C.

También se celebraba, probablemente desde el siglo VIII a. C., una costumbre relacionada con el mito de la guerra de Troya: según la leyenda, Áyax Locrio había arrastrado durante el saqueo de Troya a la princesa Casandra mientras ella, para buscar la protección divina, se había agarrado a la estatua de Atenea. Por esta causa, los locrios habían sido obligados por el Oráculo de Delfos a enviar cada año durante un periodo de mil años a dos o más muchachas de origen noble a Troya. Las muchachas, una vez llegadas a la costa troyana, trataban de alcanzar el templo de Atenea; si lo conseguían, se convertían en sacerdotisas del templo, pero los habitantes de Troya trataban de matarlas en su trayecto. Si alguna moría, los locrios debían enviar otra en su lugar. La mayoría lograba su objetivo y alcanzaba el templo de Atenea. Hay controversia sobre cuándo dejó de practicarse esta costumbre. Algunos señalan que finalizó tras la guerra focidia, en 346 a. C.; otros creen que se practicó hasta el siglo I.

### Troya en las fuentes históricas romanas
El prestigio de Troya en la época romana fue acompañado de motivaciones ideológicas y políticas ligadas a las propias raíces de la fundación de Roma. En 190 a. C., las tropas romanas llegaron a la ciudad y tras ofrecer sacrificios a Atenea pusieron a Ilión bajo su protección. Tras la Paz de Apamea, las ciudades vecinas de Gergita y Retio se unieron en sinecismo con Ilión y la ciudad fue parte de los dominios del Reino de Pérgamo entre 188 a. C. y 133 a. C., hasta que Pérgamo cayó bajo el poder de Roma y Troya pasó a formar parte de la provincia romana de Asia.
En el año 85 a. C., el general romano Cayo Flavio Fimbria destruyó y saqueó Troya durante la guerra contra Mitrídates, que había combatido la dominación romana en Oriente. Posteriormente, el emperador Augusto reconstruyó el Templo de Atenea Ilias. Julio César, después de la batalla de Farsalia, visitó, en el año 48 a. C., la ciudad de Ilium, que él consideraba patria de sus antepasados. Aumentó el territorio de la ciudad y la liberó de tributos. En esa misma época se acuñó por vez primera moneda con la imagen de Eneas huyendo de Troya con su padre Anquises en brazos y el mítico Paladio. Según cuenta Suetonio, Julio César meditaba trasladar su residencia a Ilium.
El emperador Caracalla llegó a Ilium en el año 214 y consagró allí a Aquiles una estatua y organizó desfiles militares en torno a la supuesta tumba del guerrero mítico. Para que estos actos se asemejaran más a los juegos en honor de Patroclo tras su muerte, narrados en la Ilíada, mató a su amigo Festo para que representara el papel de Patroclo.

### El final de Troya
Después de que el emperador Constantino promulgó la libertad religiosa por medio del Edicto de Milán y que cesó con la persecución al cristianismo, el emperador Juliano el Apóstata, partidario de las antiguas creencias, visitó la ciudad en 354-355, pudiendo comprobar que la tumba de Aquiles seguía allí y que se seguían ofreciendo sacrificios a Atenea. Sin embargo, en 391 se prohibieron los ritos paganos.
Hacia el año 500 ocurrió un gran terremoto que provocó el definitivo derrumbe de los edificios más emblemáticos de Troya. Parece ser que Troya siguió siendo un asentamiento poblado durante la época del Imperio bizantino, hasta el siglo XIII, pero apenas se tienen noticias de sucesos ocurridos en ella y poco después la misma existencia de la ciudad cayó en el olvido. Tras la Caída de Constantinopla en 1453, la colina sobre la que se asentaba Troya fue llamada Hisarlik, cuyo significado en turco es ‘dotada de fortaleza’.

## Historia de las excavaciones

### El dilema Hisarlik-Bunarbaschi

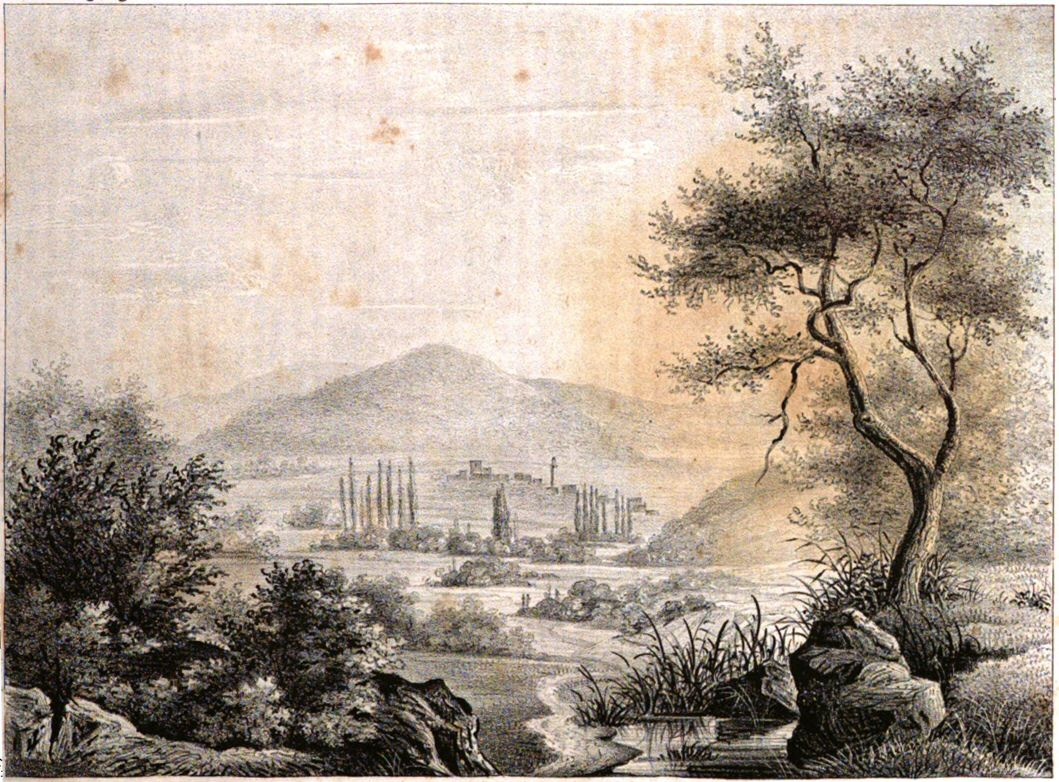
Imagen de 1835 donde figura, en primer plano, el río Escamandro; en el centro, el pueblo de Bunarbaschi y tras él, la colina donde Lechevalier creía que estaban las ruinas de Troya.

Desde comienzos del siglo XIX el hallazgo de inscripciones en monedas había convencido a Edward Daniel Clarke y John Martín Cripps de que en la colina de Hisarlik, a unos 4,5 km de la entrada de los Dardanelos, en la provincia turca de Çanakkale, estuvo emplazada la ciudad de Troya al menos cuando esta era una ciudad grecorromana. En su Disertación sobre la topografía de la llanura de Troya, publicada en Edimburgo en 1822, el estudioso escocés Charles MacLaren había sostenido la hipótesis de que el emplazamiento de la Nueva Ilión grecorromana coincidía con el de la fortaleza cantada por Homero. Para corroborarlo, realizó un viaje a la Tróade en 1847 y en 1863 reeditó su obra en la que confirmaba su hipótesis.
Sin embargo, no todos los investigadores se mostraban de acuerdo. En 1776, el francés Choiseul-Gouffier había opinado que la antigua Troya estaba ubicada cerca de la aldea de Bunarbaschi, a unos 13 kilómetros de los Dardanelos, y esta hipótesis fue popularizada en 1785 por Jean-Baptiste Le Chevalier que, al visitar la zona, consideró que los restos debían estar en la colina denominada Balli Dag. Así pues, en 1864, un equipo dirigido por el diplomático austriaco Johann Georg von Hahn realizó excavaciones en esa colina y encontró restos de una antigua colonia griega, pero este asentamiento solo había existido entre los siglos VII y IV a. C. y se ha identificado con la colonia de Gentino.
En aquella época ambas posibilidades no eran seguidas demasiado en serio por la mayoría de los académicos.

### Heinrich Schliemann

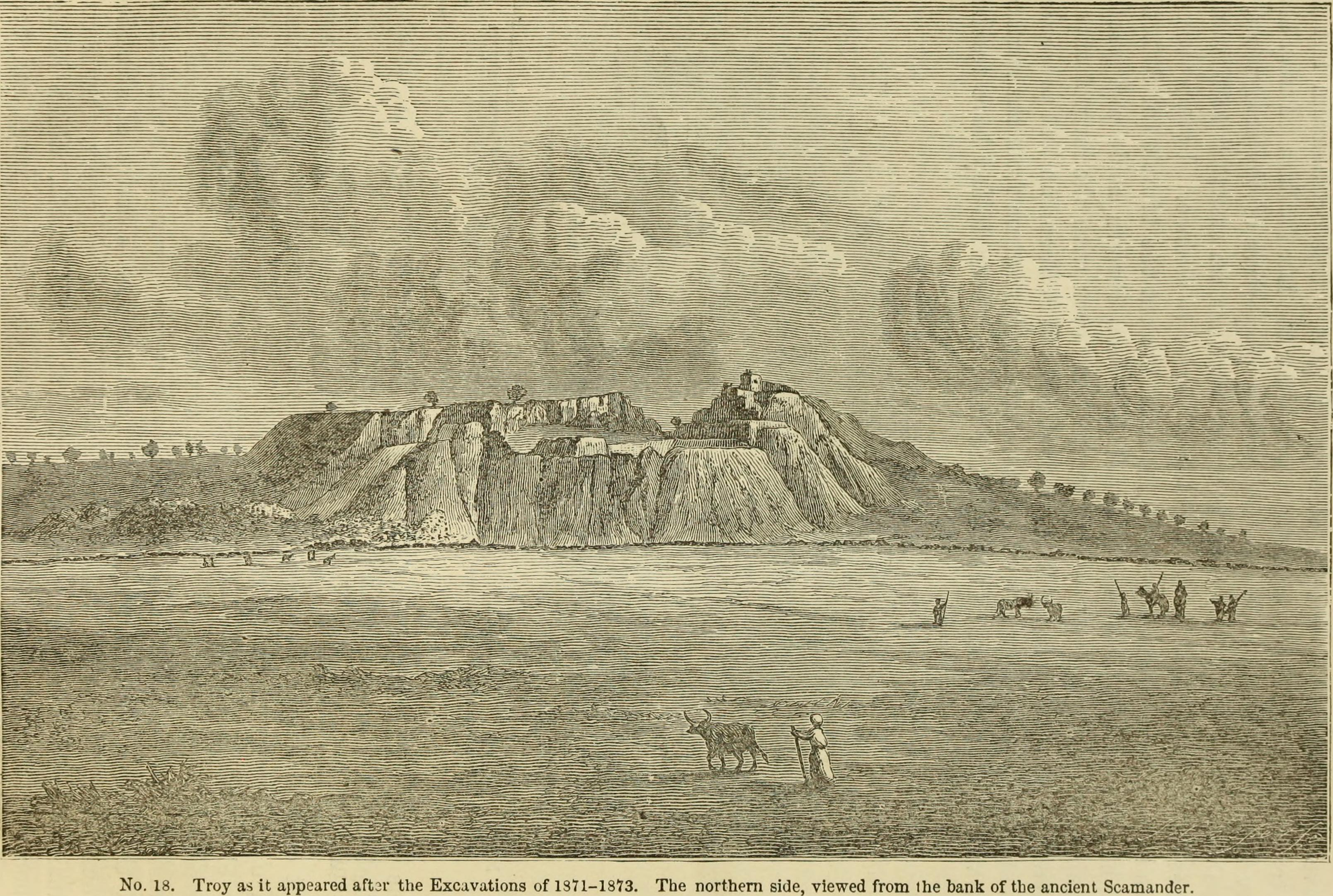
La colina de Hisarlik tras las excavaciones de 1871-73.

El primero que dirigió excavaciones en la zona de la colina de Hisarlik fue el ingeniero John Brunton, en 1856, pero el lugar exacto donde las realizó no está claro. Algunos años después, en 1865, Frank Calvert emprendió excavaciones en las que halló restos del templo de Atenea, de muros y algunos otros fragmentos de cerámica, pero tuvo que abandonar los trabajos. Cuando el alemán Heinrich Schliemann visitó casualmente a Calvert durante un breve viaje que había hecho a Tróade en 1868, se convenció de que la ubicación de Troya estaba en esa colina. Por ello, a partir de 1871 el alemán inició allí las excavaciones a gran escala. La prosecución de los trabajos llevó a Schliemann a distinguir siete ciudades o estadios de ocupación del lugar, asignando la fase de Troya II a la Troya homérica. Entre sus más llamativos hallazgos figura el llamado Tesoro de Príamo. A partir de 1882 volvió a excavar en el lugar junto con Wilhelm Dörpfeld, que había trabajado en las excavaciones alemanas en Olimpia. Schliemann se vio obligado a reconocer que el estrato de Troya II era mucho más antiguo y fue Troya VI la que pasó a ser considerada como la ciudad homérica. Tras la muerte de Schliemann, Dörpfeld volvió a excavar entre 1893 y 1894. El resultado de estas campañas fue el hallazgo de nueve ciudades construidas sucesivamente las unas sobre las otras.

### Misiones arqueológicas posteriores
Entre 1932 y 1938, un equipo estadounidense volvió a excavar en el lugar, bajo la dirección de Carl William Blegen, que diferenció con mayor detalle cada una de las fases de construcción de las ciudades y propuso a Troya VII A como la ciudad destruida por los griegos micénicos. En 1988 se reanudaron las excavaciones, dirigidas por el alemán Manfred Korfmann, que logró importantes descubrimientos, como el hallazgo de un gran barrio bajo en Troya VI.
Tras el fallecimiento de Korfmann en 2005, las excavaciones pasaron a ser dirigidas por el austriaco Ernst Pernicka. En septiembre de 2009 fueron encontrados los restos de dos personas junto a otros restos de cerámica que por sus características podrían ser de en torno a 1200 a. C. Los resultados de las excavaciones se estudiaban en la unidad de trabajo llamada Proyecto Troya, de la universidad de Tubinga, y cada año se publicaba lo más importante en la revista Studia Troica.
En 2012 dejó de trabajar en Troya el equipo de arqueólogos de la universidad de Tubinga. A partir de 2013, las excavaciones pasaron a depender de la Universidad de Çanakkale y del director de las excavaciones, Rüstem Aslan.

### Museos con material troyano

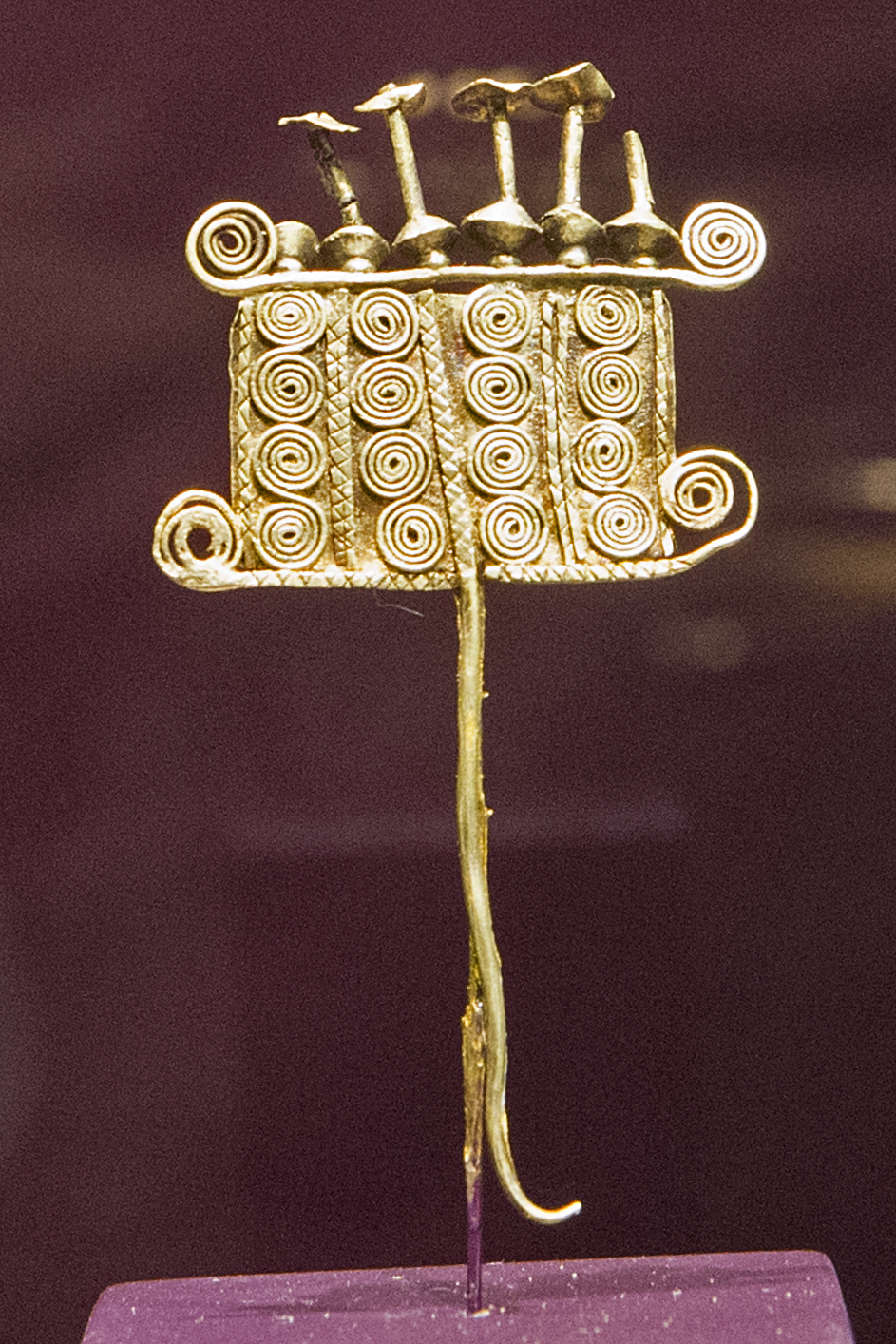
Uno de los objetos de oro y electro cedidos por el Museo de la Universidad de Pensilvania, fechado en torno al 2400 a. C.

Muchos de los objetos hallados en las excavaciones se exponen en museos, como el Museo Pushkin de Moscú, el Museo del Hermitage de San Petersburgo, el Museo Británico de Londres, el Museo de Prehistoria y Protohistoria de Berlín y el Museo Arqueológico Nacional de Atenas.
Por otra parte, desde 2018 está activo el Museo de Troya junto al yacimiento arqueológico. Está dedicado especialmente a todos los aspectos relacionados con el asentamiento y las excavaciones. Expone hallazgos arqueológicos de Troya y de su región circundante trasladados desde el Museo Arqueológico de Çanakkale, el Museo Arqueológico de Estambul y otros lugares. El Museo de Arqueología y Antropología de la Universidad de Pensilvania compró en 1966 un conjunto de 24 joyas de oro de la Edad del Bronce a un comerciante de arte de Filadelfia, pero el lugar de procedencia de esta colección era desconocido, aunque se apreciaban similitudes con otras joyas halladas en Ur, Poliojni (Lemnos) o Troya. En 2009, los arqueólogos Ernst Pernicka y Hermann Born examinaron esta colección y mediante un análisis científico de una partícula de polvo adherida a uno de los objetos determinaron que la procedencia de este era compatible con el de la llanura troyana. Algunos años después, el museo llegó a un acuerdo con el Ministerio de Cultura y Turismo de Turquía para ceder estas obras en préstamo indefinido a Turquía y pasar así a formar parte de la exposición del Museo de Troya.

## Las capas de los asentamientos de Troya
| Troya I    | 2920-2450 a. C.    |
| Troya II   | 2600-2350 a. C.    |
| Troya III  | 2350-2200 a. C.    |
| Troya IV   | 2200-1900 a. C.    |
| Troya V    | 1900-1700 a. C.    |
| Troya VI   | 1700-1300 a. C.    |
| Troya VIIa | 1300-1200 a. C.    |
| Troya VIIb | 1200-950 a. C.     |
| Troya VIII | 700-85 a. C.       |
| Troya IX   | 85 a. C.-500 d. C. |
| Troya X    | siglos XIII-XIV    |

A raíz de las distintas excavaciones ha sido reconstruida la historia de Troya y se han establecido once fases de ocupación. Una primera fase, denominada Troya 0, tuvo su inicio hacia el 3500 a. C. Las cuatro siguientes, desde Troya I a Troya IV, se desarrollaron durante el III milenio a. C., habiendo una clara continuidad cultural hasta la V. Troya VI da fe de un segundo florecimiento de la ciudad. Troya VII es la principal candidata para identificarse con la Troya homérica. Troya VIII y Troya IX cubren la Grecia arcaica, la época clásica, el período helenístico y romano. Troya X es la perteneciente al periodo bizantino. Desde el primer asentamiento hasta Troya VII no existen restos de documentación escrita que ayuden a la valoración histórica y social del desarrollo de la ciudad.

### Troya 0
Los restos de un primer asentamiento en Troya tuvieron su origen hacia 3500 a. C. Estos restos fueron descubiertos por Manfred Korfmann, pero quedaron pendientes de ser analizados, lo que realizó posteriormente Rüstem Aslan.

### Troya I
La ciudadela de Troya I presenta diez fases constructivas desarrolladas, según Carl Blegen y otros, a lo largo de cinco siglos: entre 2920-2500/2450 a. C., aproximadamente. Su potencia estratigráfica es de más de cuatro metros y ocupa solo la mitad noroccidental de la colina. Sacada a la luz por Heinrich Schliemann, estaba constituida por un recinto de murallas fortificadas de piedra, de 2,50 m de grosor, probablemente con bastiones cuadrangulares; quedan huellas del oriental, con una altura de 3,50 m y que controlaría la entrada. Estaba formada por piedras irregulares y se estrechaba por la parte alta. Las viviendas asociadas son de planta rectangular y hay restos de un megaron. Aparece, por primera vez, cerámica decorada con rostros humanos esquemáticos. Alojó a una población cuya cultura, llamada de Kum Tepe, está considerada perteneciente al Bronce Antiguo. Fue destruida por un incendio, reedificada y dio así origen a Troya II.

### Troya II

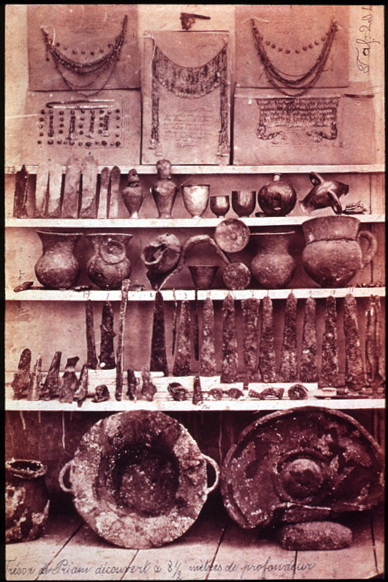
Fotografía del supuesto Tesoro de Príamo, hallado en Troya II.

Aunque Troya I fue bruscamente destruida, no existe interrupción ni cronológica ni cultural con Troya II. Esta última se desarrolló entre 2500/2450-2350/2300 a. C., en ocho fases constructivas durante las que creció hasta ocupar una superficie de nueve mil m². Su muralla, de planta poligonal, estaba construida con adobes levantados sobre una base pétrea. Tenía dos puertas accesibles por rampas de piedra y torres cuadradas en los ángulos. Las puertas más grandes están en el lado suroeste y daban acceso al palacio real, el megaron, a través de unos pequeños propileos. Esta fase de ocupación fue descubierta por Schliemann y reexaminada por Dörpfeld.
El edificio más importante es el megaron, originalmente de 35-40 m y cuya mayor estancia tiene unos 20 x 10 m, donde Dörpfeld encontró los restos de una plataforma que tal vez albergara un hogar. Los otros megara descubiertos por Dörpfeld debían ser las residencias privadas de la familia real y el almacén central con los excedentes. Según Dörpfeld, fue una ciudad muy próspera, como lo probarían los restos del gran recinto amurallado, la llamada Casa del Rey y sus más de 600 pozos, donde se almacenaban provisiones y que en general contenían fragmentos de grandes jarras de conservación, probablemente cubiertas de ladrillos, diseminados por toda la ciudadela.

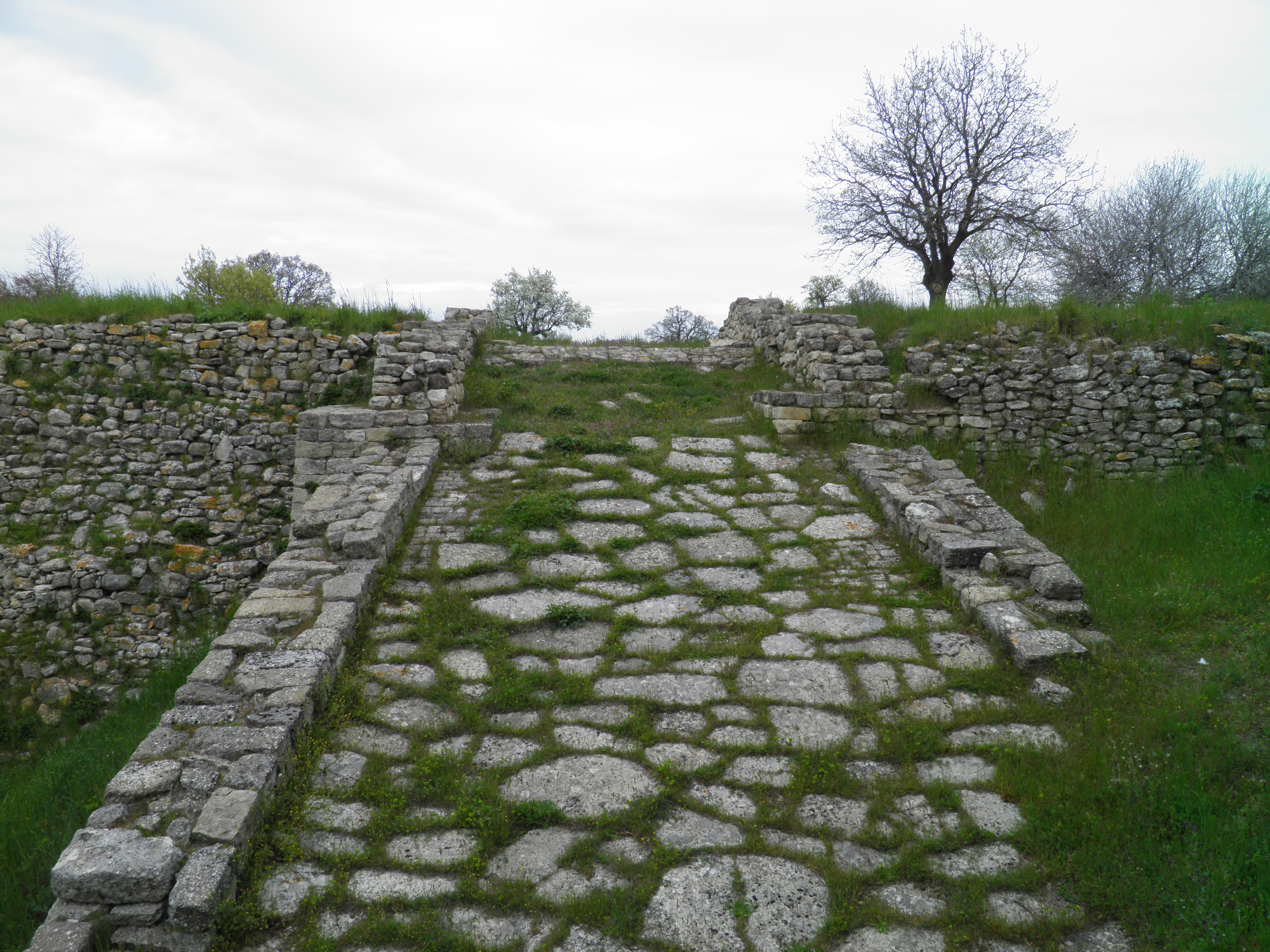
Rampa de entrada a Troya II.

La gran sencillez de los edificios del conjunto del palacio de Troya II se contrapone a la arquitectura oficial contemporánea de Mesopotamia bajo los reyes de Akkad (2300-2200 a. C.), de rico aparato escénico, como las residencias y los templos de los gobernadores de Lagash, y de la dinastía III de Ur, y a las construcciones monumentales del Egipto faraónico de la época del Imperio Antiguo (2950-2220 a. C.). Esta sencillez de los edificios de Troya sorprende al compararlos con la profusión y la riqueza de la joyería y orfebrería de la época, testimoniadas por el célebre tesoro que Schliemann atribuyó a Príamo y que Blegen asignó a la fase de Troya II. Este es el patrimonio artístico más ingente y significativo de la Troya del tercer milenio a. C.
Este tesoro está compuesto de valiosos objetos de metales preciosos y piedras, que fueron donados por Schliemann a Alemania y tras el fin de la Segunda Guerra Mundial fueron llevados a Moscú, donde actualmente se encuentran, en el Museo Pushkin. De los nueve lotes, los más importantes comprenden colecciones de puñales, utensilios y ornamentos de las vestiduras y muchas vajillas de oro y plata. Entre los objetos preciosos destaca un disco grande, provisto de un ónfalos —literalmente ‘ombligo’, una especie de abultamiento en el centro del objeto— y de un largo mango aplanado, que termina con una pequeña serie de discos pequeños. Se usaba para tamizar el oro, y es parecido a utensilios hallados en Ur y en Babilonia, entre finales del tercer milenio y principios del segundo milenio a. C. Entre las joyas hay dos diademas femeninas que adornaban la frente con una franja de menudas y tupidas cadenas de oro, terminando cada una de ellas con un colgante de láminas doradas en forma de flor o de hoja. Se encontraron junto con una serie de collares y pendientes, en una jarra grande de plata.
Un incendio acaecido hacia el 2300/2250 a. C. provocó la precipitada huida de los habitantes y marca el final de Troya II.

### Troya III-Troya IV-Troya V
Con el transcurso del tercer milenio a. C., una primera ola de invasiones de pueblos indoeuropeos marca en el área mediterránea sensibles cambios, registrados también en Troya en las fases III-V de la vida de la ciudad, cuya vida cultural no parece interrumpirse, pero sí ralentizarse drásticamente. Los restos de los edificios son exiguos y de calidad inferior a los de los precedentes y la imagen de conjunto del sitio responde más bien a la de un centro comercial que a la próspera ciudad del tercer milenio a. C.
Troya III
Sobre las ruinas de Troya II se alzó Troya III (2350/2300 a. C.-2200 a. C.), de menor tamaño pero con una muralla de piedra labrada. Lo poco que se conoce también estaba construido casi completamente de piedra, a diferencia de los edificios precedentes que lo fueron de adobe. Son característicos de Troya III los vasos antropomórficos, como el hallado por Schliemann en 1872 y que según él representaba a Atenea Ilias.
Troya IV
Con una superficie de 17.000 m², Troya IV (2200-1900 a. C.) muestra la misma técnica de amurallamiento que Troya II y Troya III. En cambio son nuevos los hornos en cúpula y un tipo de vivienda con cuatro habitaciones.
Troya V
Troya V (1900 a. C.-1700 a. C.) es una total reconstrucción de Troya IV, sobre la base de un plano urbanístico más regular y con casas espaciosas, pero sin una ruptura cultural con respecto a los asentamientos precedentes. Con ella, finaliza la fase premicénica de la historia de Troya.

### Troya VI

Gráfico de las capas del yacimiento arqueológico.

Troya VI (1700-1300 a. C. o 1250 a. C.) corresponde al periodo crucial de la historia anatolia comprendida entre el fin de las colonias comerciales asirias de Kültepe-Kanish —hacia mediados del siglo XVIII a. C.— y la formación y la expansión del Imperio hitita —hasta la primera mitad del siglo XIII a. C.—, cuando probablemente un fuerte terremoto acabó con la ciudad, que había resurgido a una nueva vida, tras la larga fase precedente de «ciudad mercado».

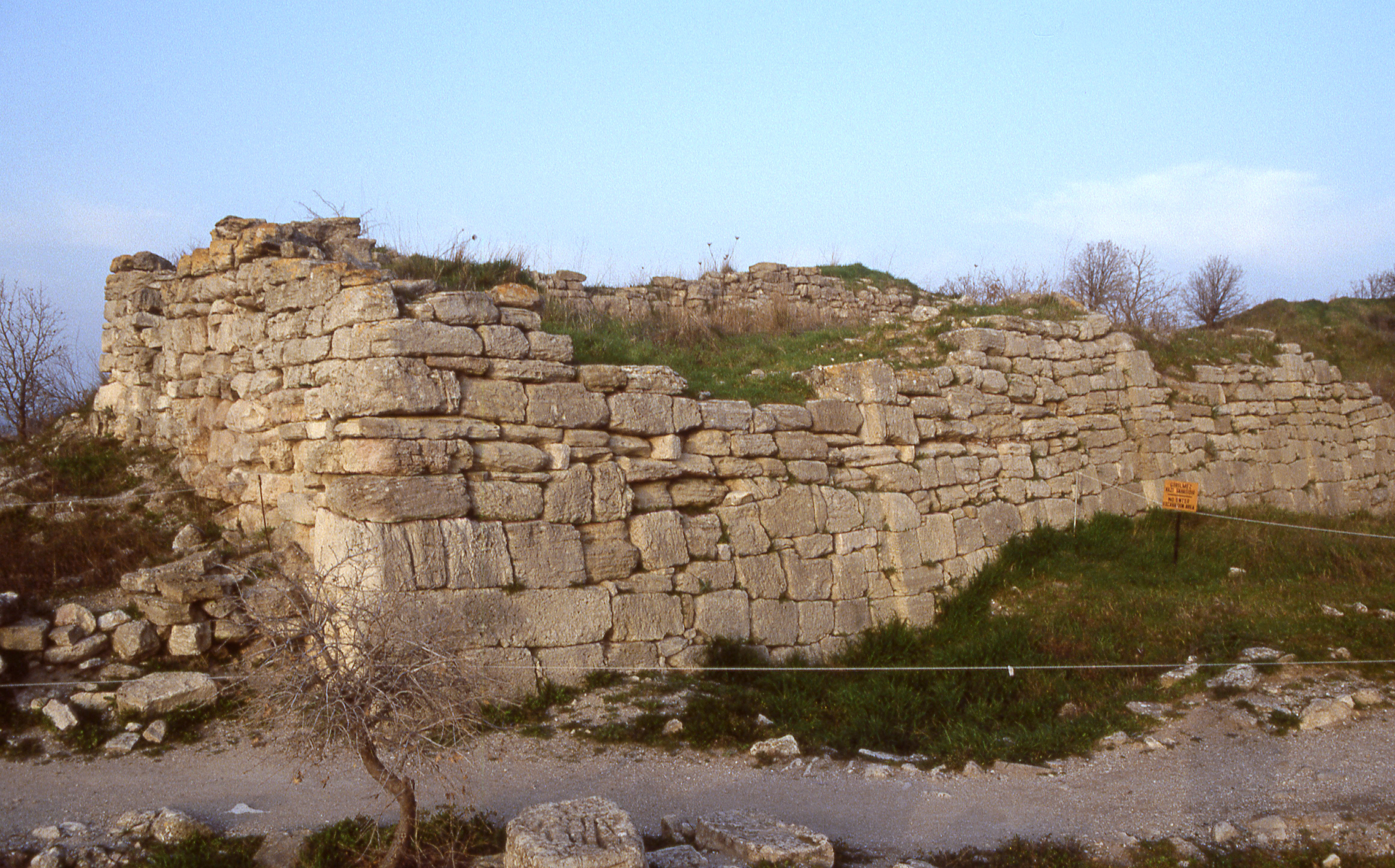
Troya VI. Casa VI M, desde el suroeste.

Fue un lugar próspero, sede de un rey, príncipe o gobernador y centro administrativo que fue progresivamente ampliado hasta alcanzar en el siglo XIV a. C. su forma definitiva. Estuvo habitada por inmigrantes de origen indoeuropeo que se dedicaron a nuevas actividades como la cría y doma de caballos, imprimieron un gran desarrollo a la tecnología del bronce y practicaron el rito funerario de la incineración. La mayoría de los fragmentos de cerámica son de la llamada «cerámica gris de Anatolia». Las vasijas micénicas que también han sido halladas son una prueba de la existencia de relaciones comerciales entre Troya y la civilización micénica.
Entre las estructuras fundamentales de Troya VI destaca la fortaleza, con el monumental bastión de 9 m de altura y ángulos muy agudos, en posición análoga a la de Troya II, en el Bronce Antiguo, dominando el curso del Escamandro. En caso de asedio, disponía de una enorme cisterna de 8 m de profundidad en el interior del bastión central. El trazado de las murallas, con un diámetro de unos 200 m —el doble del recinto más antiguo—, se desdobla en un segundo cerco concéntrico al precedente con una altura media de 6 m y un grosor de 5 m. Se llegaba por una puerta principal, controlada por una torre fortificada y por otras tres secundarias, de las que partían en sentido radial amplias calles convergentes hacia el centro septentrional de la ciudad, hoy desaparecido. Al atravesar las puertas se encontraban piedras rectangulares, en forma de pilar, encajadas cada una en otro bloque de piedra, del tamaño aproximado de una persona. Este tipo de elementos arquitectónico es bastante común en el ámbito hitita. El arqueólogo Peter Neve cree que podrían estar relacionadas con el culto a divinidades protectoras de las puertas, mientras Manfred Korfmann sugiere que podrían estar relacionadas con el culto a Apolo.
La técnica de construcción resulta compleja, con la estructura de base de piedra y la superestructura de adobes en una altura de 4-5 m. En el interior de las murallas aún hay pocas viviendas de planta rectangular y provistas de un pórtico, pero solo se conserva la planta baja: entre las ruinas más imponentes de Troya VI hay que señalar la llamada "Casa de los Pilares", de forma trapezoidal, de 26 m de larga y 12 m de ancha. Está formada por un recibidor, al este, y una amplia sala central, que termina en tres pequeñas habitaciones posteriores. Se trataba de un edificio público para las ceremonias oficiales reales.
En Troya VI, la disposición de los edificios y de los ejes de circulación se adaptaba a la forma circular de las murallas, cuyo centro debían de constituirlo el palacio y su templo. En otra colina llamada Yassitepe, más cerca del mar, se ha encontrado una necrópolis de la época de la Edad del Bronce con inhumaciones de hombres, mujeres y niños, así como ajuares funerarios formados por los mismos tipos de cerámica hallados en Troya VI. En este lugar se han encontrado también algunos restos de incineraciones.
El gran barrio bajo de la ciudad fue descubierto por Korfmann a partir de 1988, ayudado por una nueva técnica llamada prospección magnética. Tras este descubrimiento, se atribuye a la ciudad una superficie de 350 000 m², es decir, trece veces más grande que la acrópolis ya conocida. Con unas dimensiones también considerables, Troya sobrepasaba en superficie a otra gran ciudad de la época, Ugarit (200 000 m²), y es de hecho una de las ciudades más grandes de la Edad del Bronce. Su población oscilaría entre 5 000 y 10 000 habitantes. En caso de asedio se estima que podría albergar 50 000 habitantes de toda la región. Ante él, fueron descubiertos, en 1993 y 1995, dos fosos paralelos de 1 a 2 metros de profundidad, que podrían haber servido de defensa contra un ataque perpetrado con carros de guerra. También fueron halladas, en 1995, una puerta de la fortificación del mencionado barrio, el arranque de la muralla del barrio bajo y una calzada empedrada que desde la llanura del río Escamandro se dirigía a la puerta occidental de la acrópolis.

### Troya VII
Troya VII-A

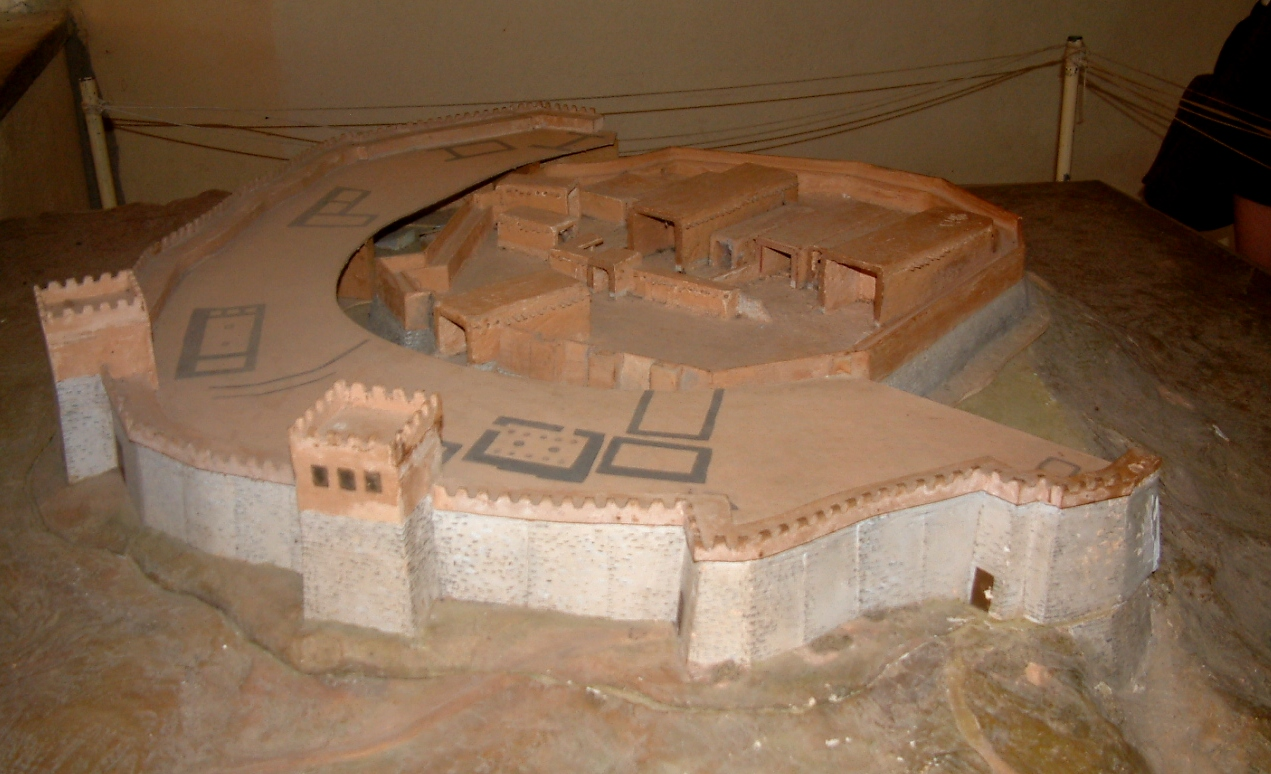
Maqueta de Troya VII.

El complejo palaciego de Troya VI fue destruido probablemente por un violento terremoto hacia 1300 a. C., si bien algunos investigadores se inclinan por datar su final hacia 1250 a. C.
Su inmediata reconstrucción en la sucesiva fase de Troya VII-A ha planteado el interrogante de cuál de las dos ciudades fue la Ilión homérica. Carl Blegen rechazó la tesis de Dörpfeld que apuntaba a la fortaleza micénica de Troya VI —probablemente destruida por un terremoto y no por un incendio— y se inclinó por el asentamiento de Troya VII-A, donde existe un espeso estrato de cenizas y restos carbonizados que puede datarse hacia el 1200 a. C. Entre los vestigios hallados en este estrato figuran restos de esqueletos, armas, depósitos de guijarros —que podrían tratarse de municiones para disparar con honda— e, interpretada por algunos como muy significativa, la tumba de una niña, cubierta con una serie de vasijas de provisiones, indicio de un enterramiento urgente a causa de un asedio.
Además, la fecha de su fin no se aleja mucho de las dataciones que fijaron en la Antigüedad Eratóstenes (1184 a. C.) y Timeo (1194 a. C.), entre otros. Por todo ello, algunos eruditos señalan que la «ciudad de Príamo» se corresponde con Troya VII-A, a pesar de la indudable inferioridad artística y arquitectónica que la distingue de la precedente.
Troya VII-B-1
En el sucesivo nivel de Troya VII-B-1 (1200 aprox.-1100 a. C.) se han encontrado restos de una cerámica bárbara que no se hacía con torno sino a mano y con una arcilla tosca. Por hallazgos similares que se han encontrado en otras zonas se ha supuesto que en esta época se asentó un pueblo extranjero procedente de los Balcanes. Además, la urbe muestra una gran acumulación de terreno quemado, hasta 1 m, de grandes y repetidas perturbaciones, que no interrumpieron la continuidad de la vida en la ciudad, donde las murallas y viviendas fueron preservadas. De ello se ha deducido que durante esta época se produjeron al menos dos incendios y uno de ellos produjo el final de esta ciudad.
Troya VII-B-2
El signo más evidente de un componente nuevo en el orden social y cultural está representado en el nivel de Troya VII-B-2 (1100-1020 a. C.) por la cerámica llamada knobbed ware (aunque también han aparecido restos de cerámica similares a la de la etapa anterior e incluso unos pocos restos de cerámica micénica) con decorativas protuberancias en forma de cuernos, difundida ya en los Balcanes y probablemente herencia de gentes recién llegadas, infiltradas pacíficamente en la región o bien producto de intercambios culturales entre Troya y otras regiones extranjeras. También la técnica de construcción varía sensiblemente, con murallas reforzadas en las hiladas inferiores con monumentales ortostatos.
En 1995 fue hallado en este estrato un documento escrito consistente en un sello de bronce donde aparecen signos de un sistema de escritura del idioma luvita denominado luvioglífico. Fue descifrado en su sentido especial, encontrando que en una de sus caras contiene la palabra escriba, en el reverso la palabra mujer y, a ambos lados, el signo bueno. Por todo ello se ha supuesto que el dueño del sello debió ser un funcionario oficial. Troya VII-B-2 cayó a causa de un incendio debido probablemente a causas naturales.
Troya VII-B-3
La diferenciación de este estrato con el anterior se debe al arqueólogo Manfred Korfmann, que defiende que tras el fin de la anterior ciudad hubo a continuación otra colonia que debe distinguirse de la anterior, caracterizada por la utilización de cerámica protogeométrica y que desapareció en torno a 950 a. C., quedando a continuación el lugar casi deshabitado hasta el año 750 a. C. o 700 a. C. Frente a ello, Dieter Hertel cree que ya los griegos se establecieron en Troya desde el fin de Troya VII-B-2.

### Troya VIII

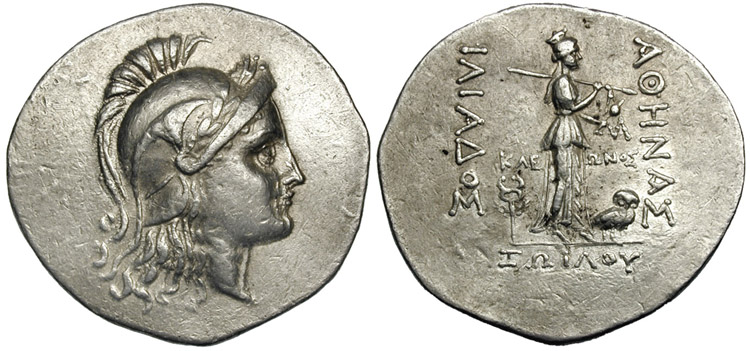
Tetradracma de plata de Troya del período helenístico, 188 a. C.–160 a. C. Cabeza de Atenea con casco ático en el anverso. Figura femenina en el reverso y lechuza con la inscripción: ΑΘΗΝΑΣ ΙΛΙΑΔΟΣ, ΚΛΕΩΝΟΣ ΙΛΙΟΥ.

La historia de Troya en la época griega antigua no se remonta mucho más allá del siglo VII a. C., igual que ocurre con los otros numerosos testimonios del área noroccidental del Asia Menor y de la propia Bizancio. Durante unos 250 años, entre 950 a. C. y el 700 a. C., la colina de Hisarlik debió permanecer casi deshabitada, aunque algunos autores como el ya mencionado Dieter Hertel defienden lo contrario.
En Troya VIII aparece una floreciente actividad arquitectónica, sobre todo religiosa: el primer gran edificio de culto de la época descubierto, el llamado témenos (recinto) superior, conserva aún en el centro un solemne altar y otro, de la época de Augusto, en el lado occidental. Sigue el témenos inferior, con dos altares, quizá para sacrificios a dos divinidades, ambas desconocidas. El santuario de Atenea, cuyo origen podría remontarse al siglo IX a. C., fue convertido en un gran templo, de riguroso orden dórico, en el siglo III a. C. Para ello, y para la construcción de la estoa, se demolieron algunos edificios de la acrópolis de épocas anteriores.
Algunos arqueólogos sitúan en el siglo III a. C. el inicio de Troya IX, en discrepancia con la cronología propuesta por Manfred Korfmann.

### Troya IX

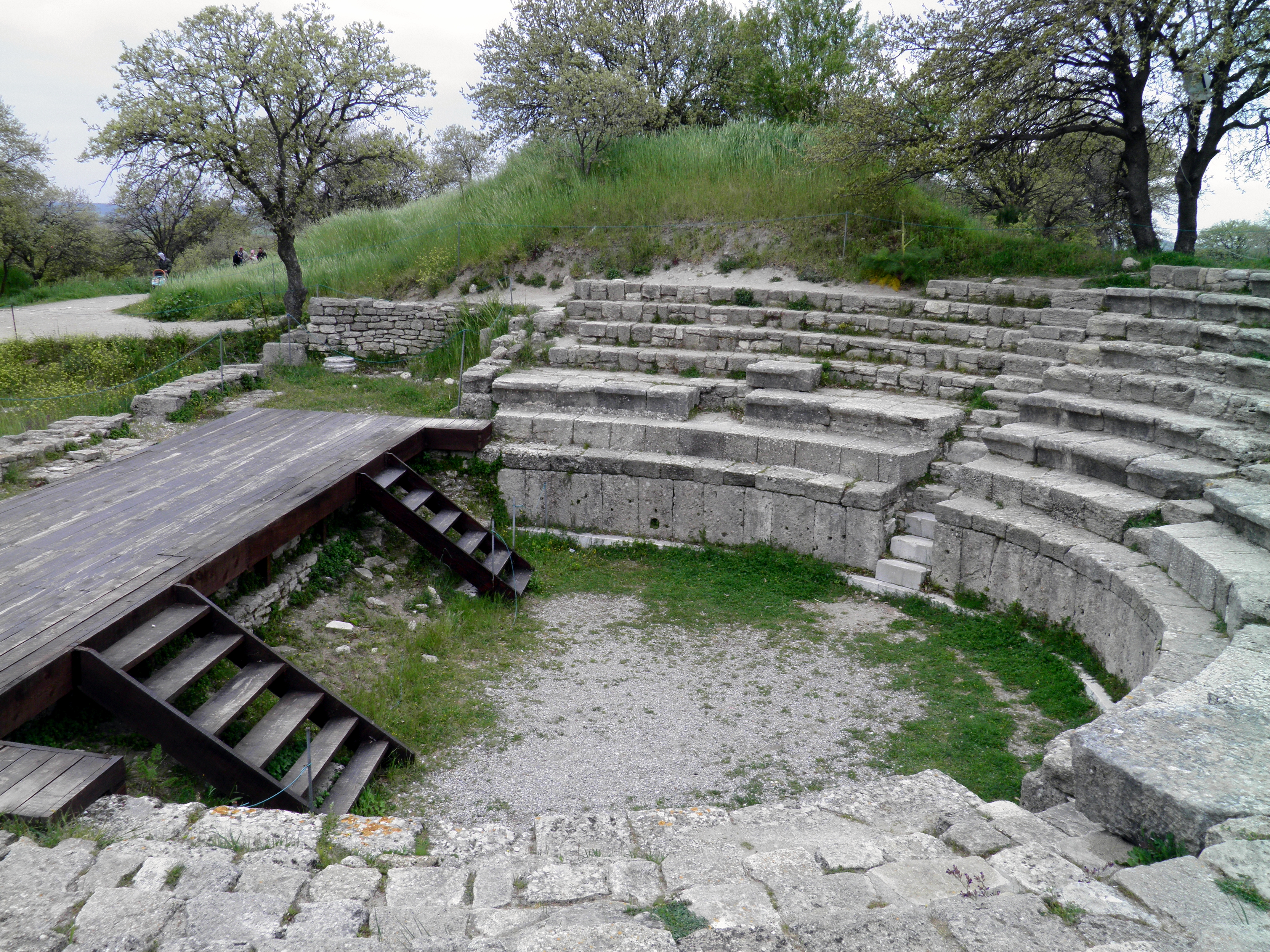
El odeón romano de Troya IX, renovado en época del emperador Adriano en el 124 d. C.

Troya IX (Ilium Novum, o Nueva Ilión) fue la ciudad romana surgida tras la destrucción de Troya VIII por parte de Fimbria, uno de los hombres de Cayo Mario (86 a. C.-85 a. C.). La gens Iulia, Julio César y, con mayor amplitud, Augusto, enriquecieron la ciudad de Troya con templos y palacios, y ampliaron el templo de Atenea Ilias, que fue rodeado de monumentales columnatas (de 80 m de lado), y provisto de un imponente propileo. Este asentamiento romano se extiende en parte por la llanura que queda al pie de la colina, mientras que la acrópolis mantiene su carácter de lugar destinado al culto con el templo de Atenea. De esta fase se conservan algunos lienzos de muralla, las termas, el buleuterio, un teatro y algunas viviendas.

### Troya X

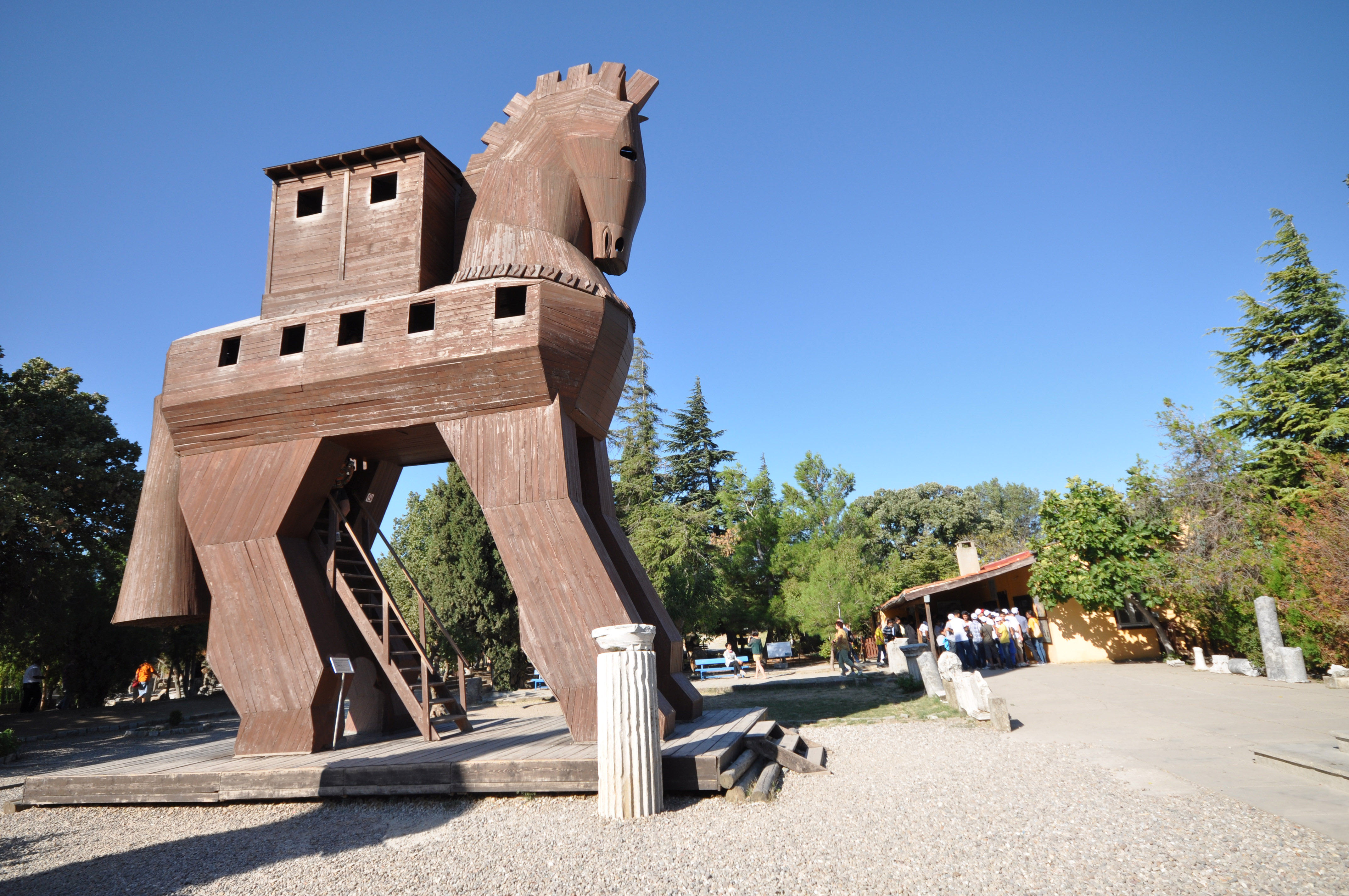
Monumento de madera del Caballo de Troya en la plaza antes de la puerta moderna hacia la ciudad histórica.

Korfmann denominó así al estrato de los escasos restos que pertenecen al periodo bizantino, entre los siglos XIII y XIV, en el que Troya fue una pequeña sede episcopal. Estos ya habían sido descubiertos anteriormente por Schliemann y Dörpfeld.

## Galería

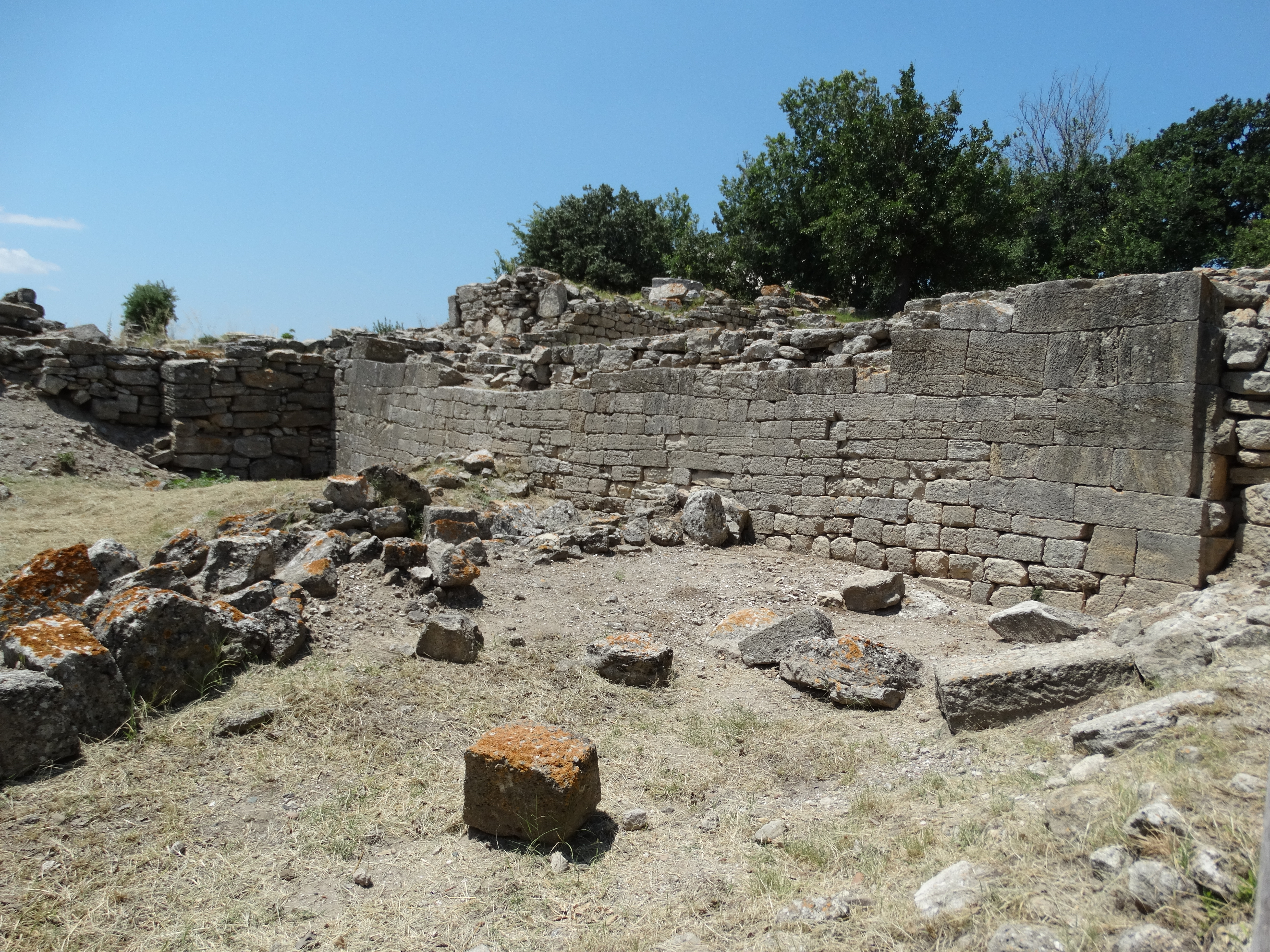
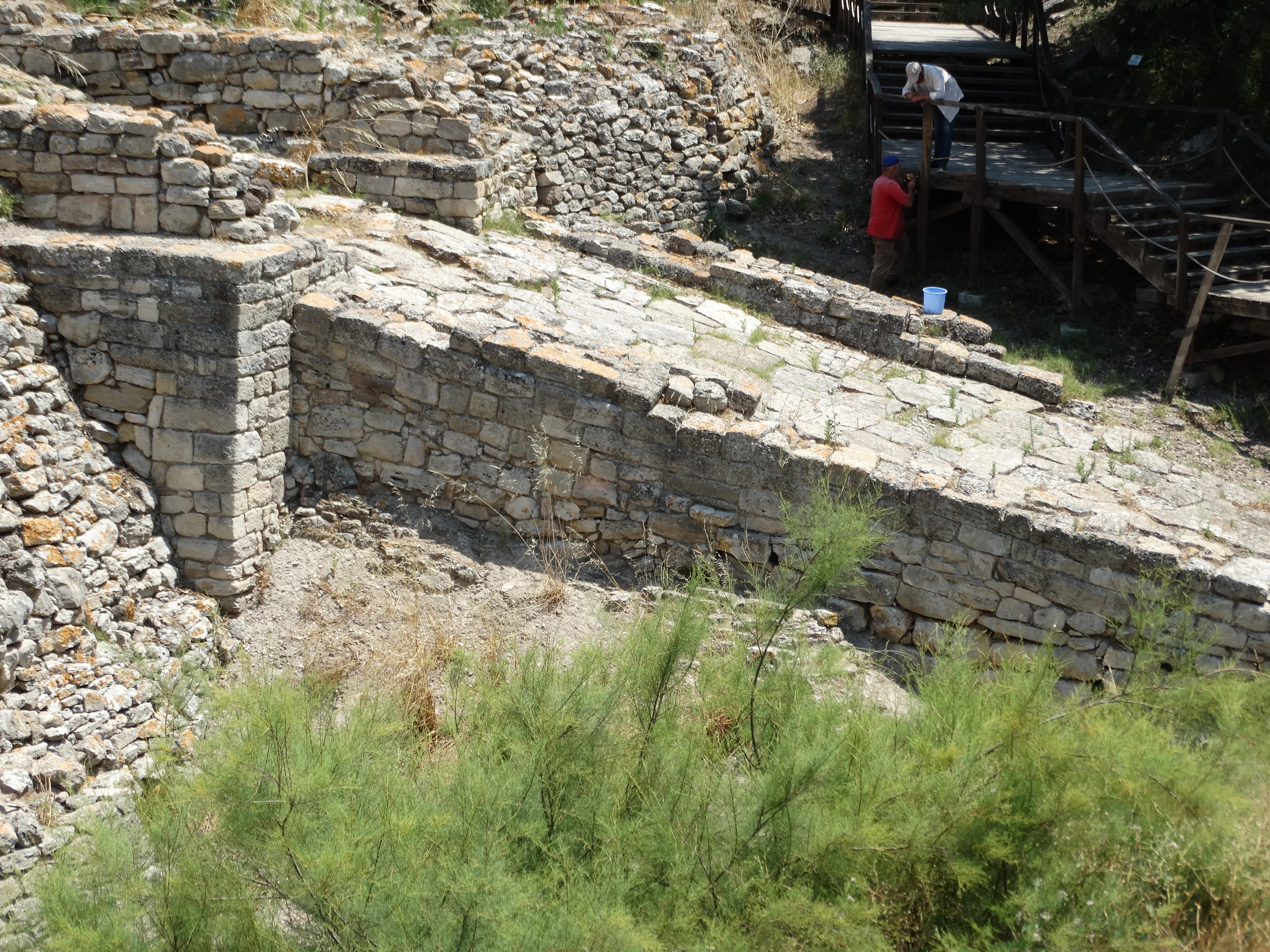
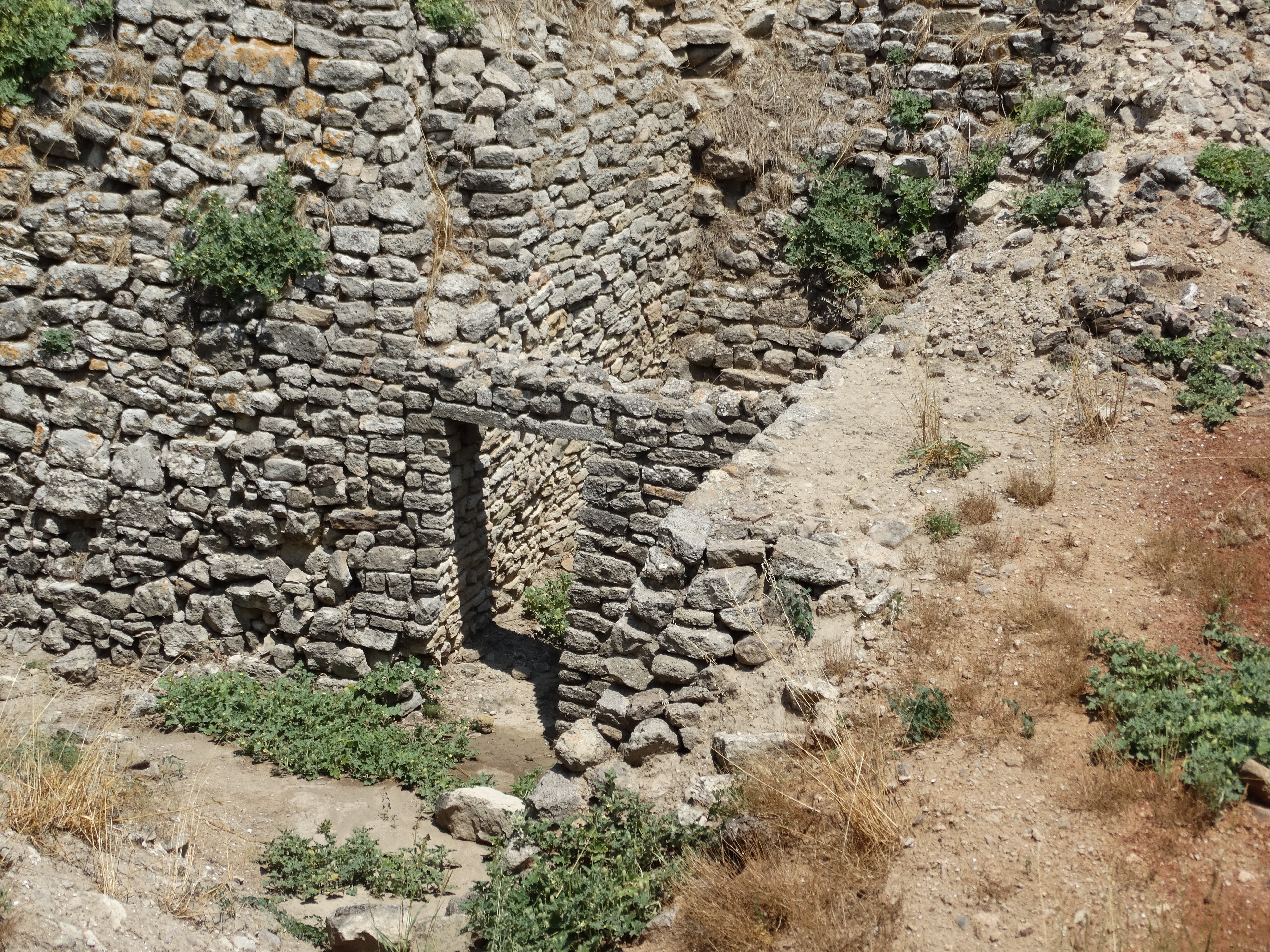
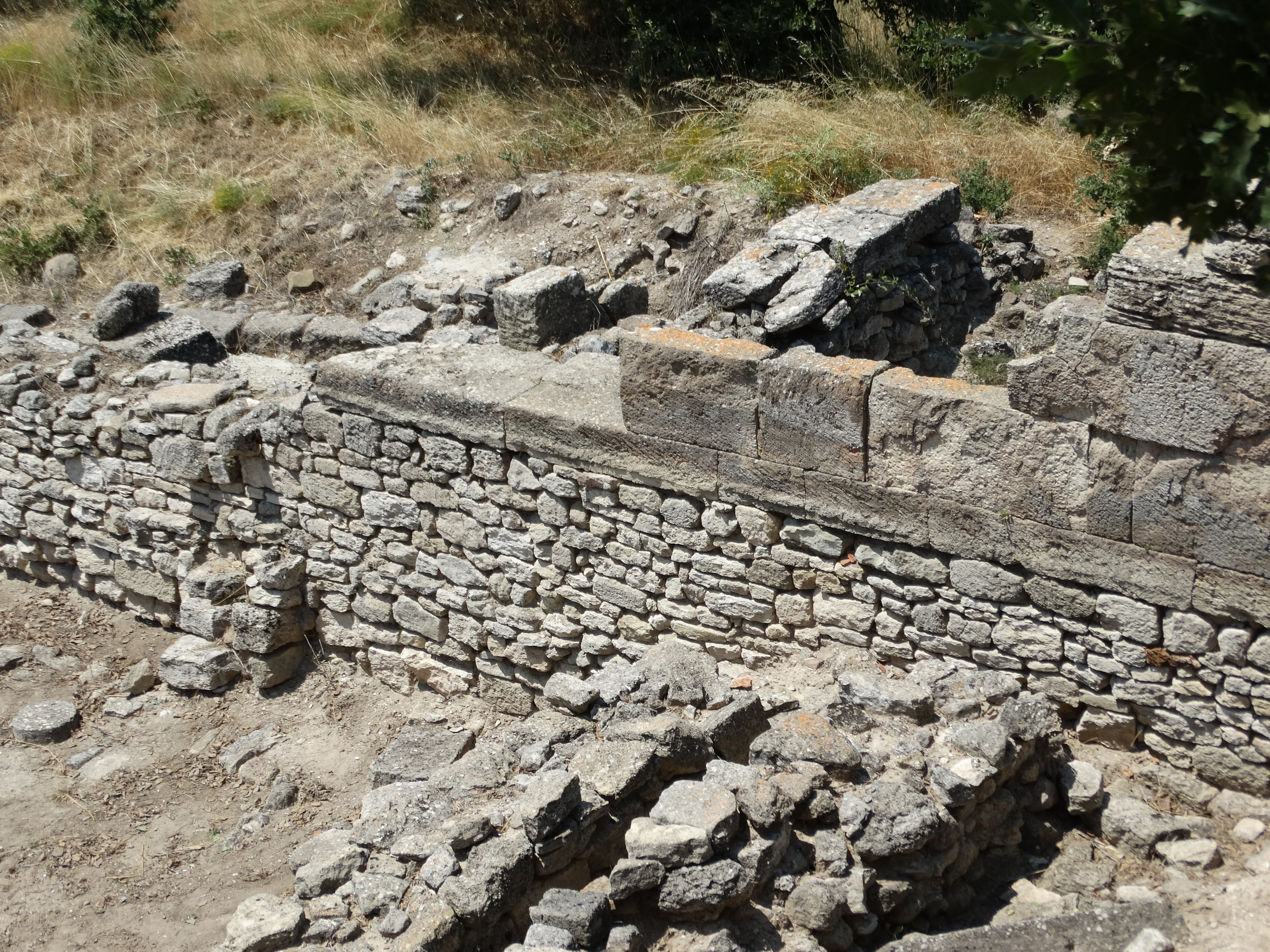
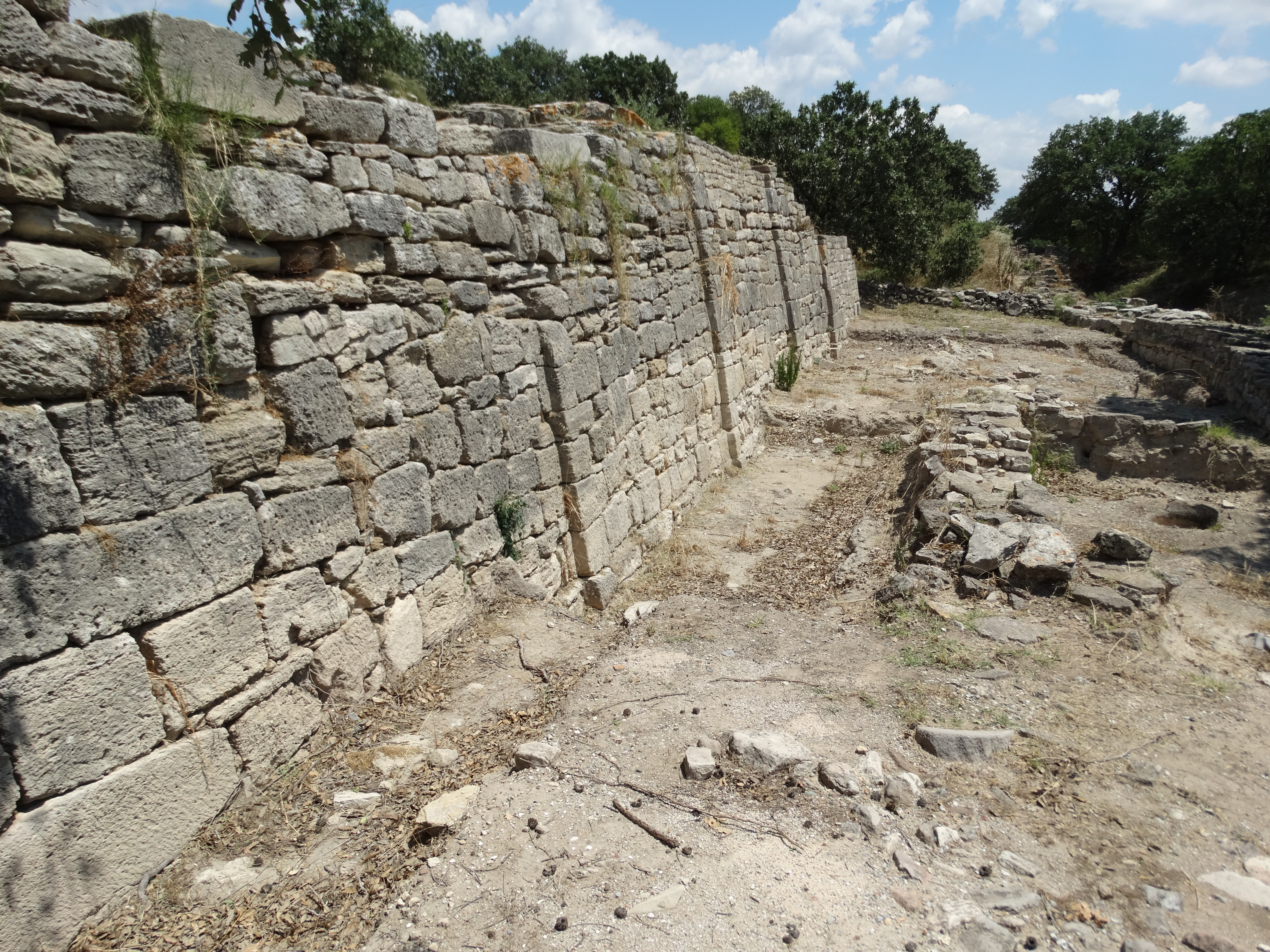
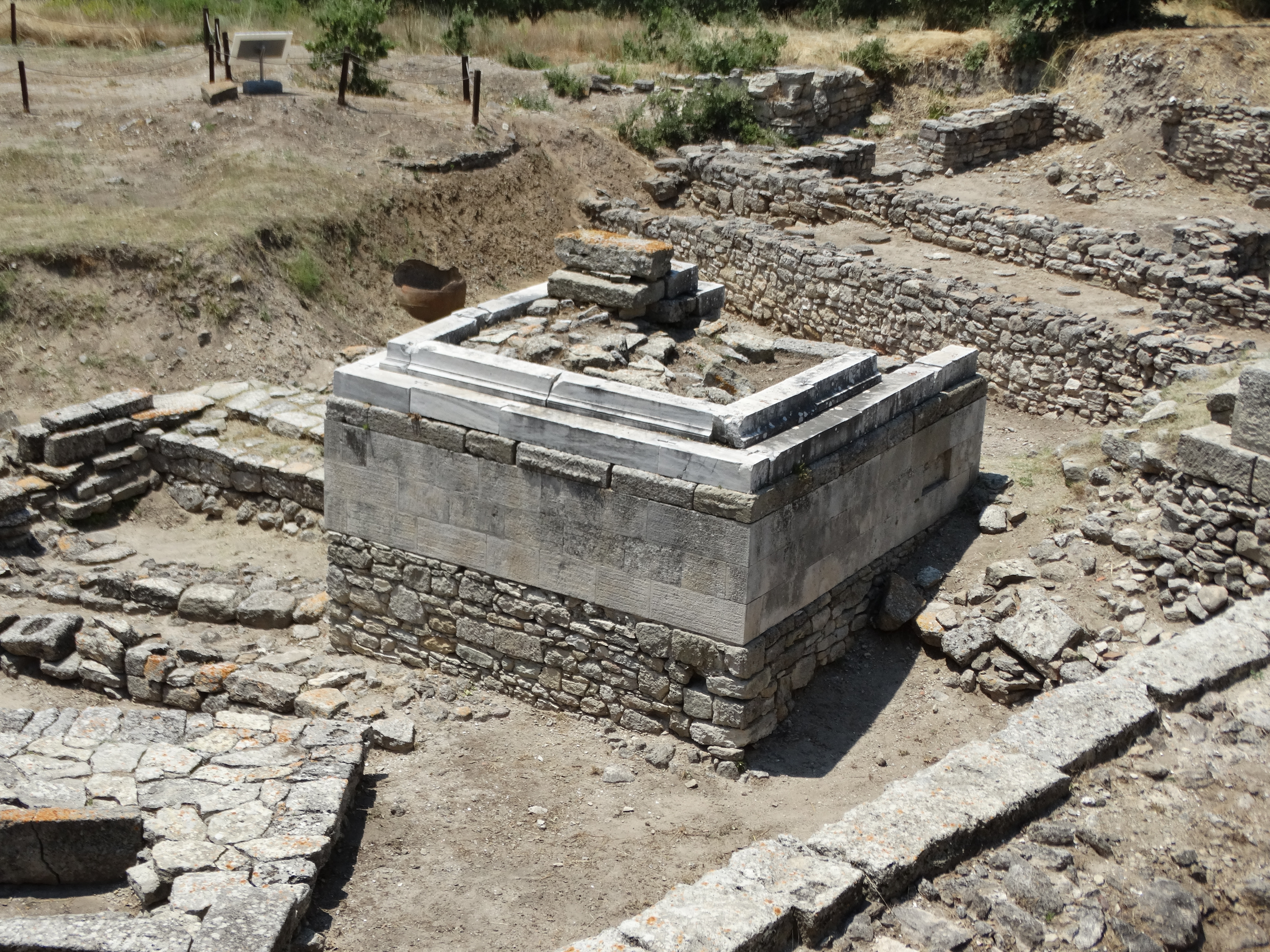
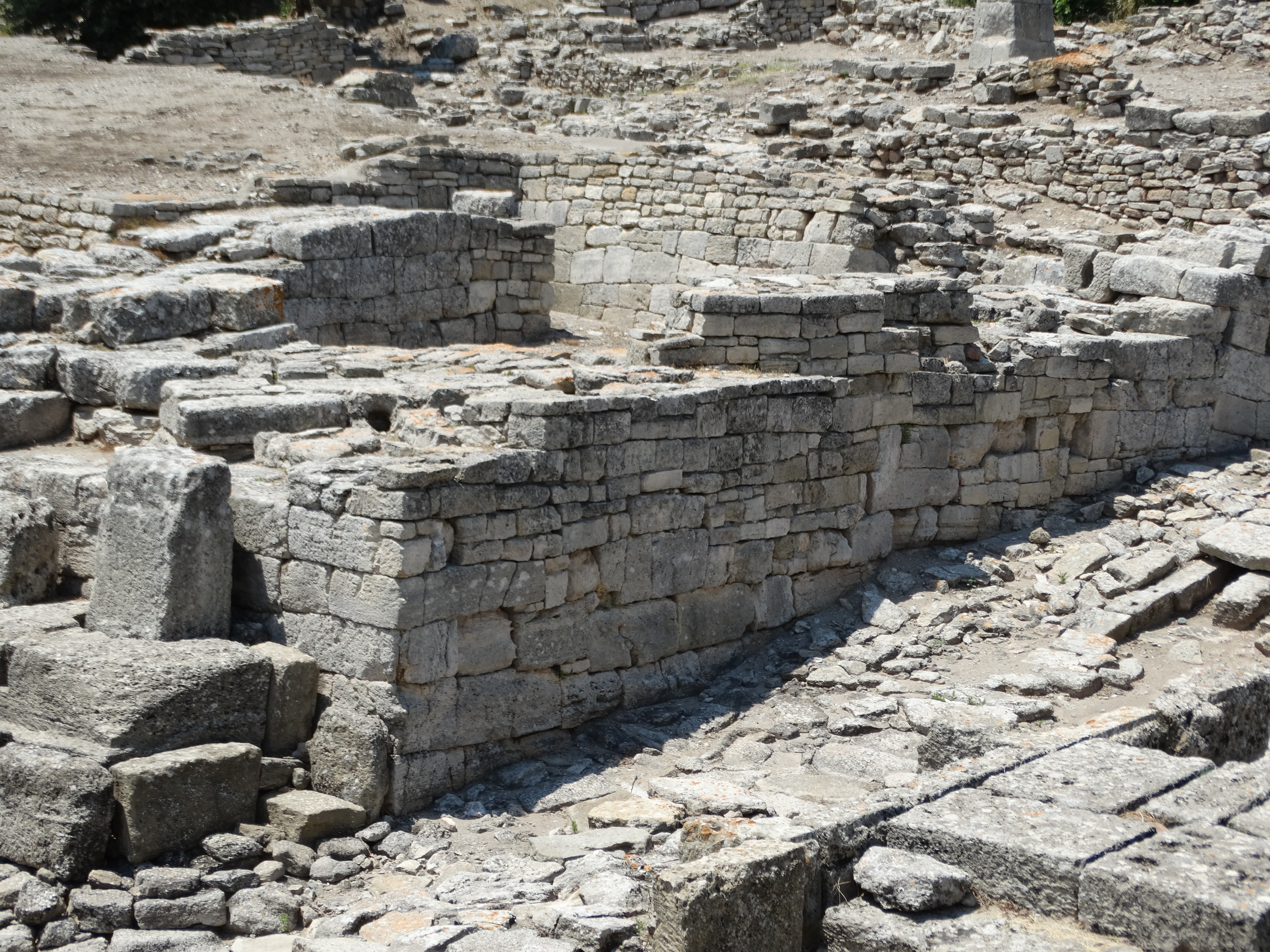
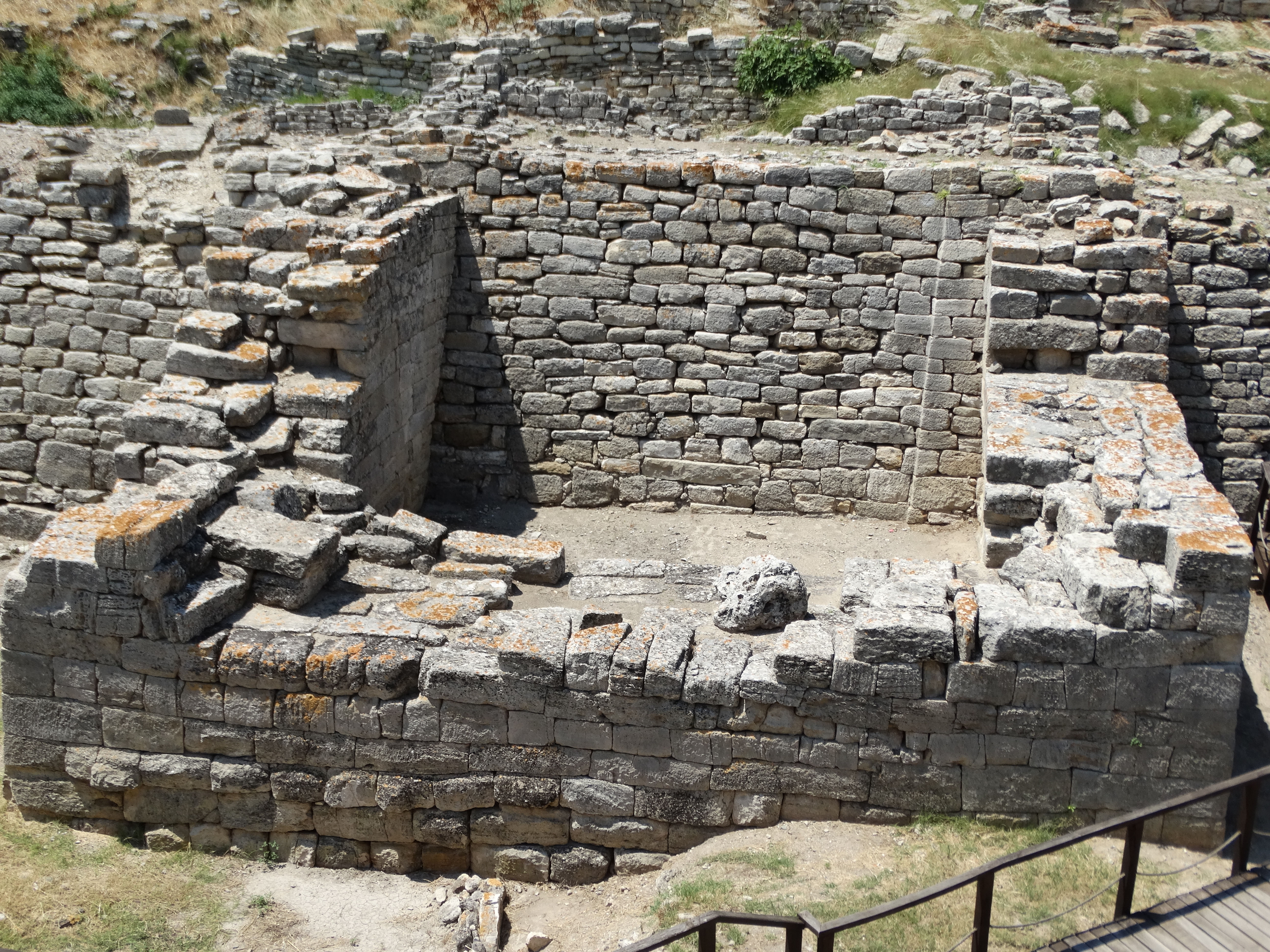